# Lista de bens tombados pelo Conpresp
Esta é uma lista de bens tombados pelo Conselho Municipal de Preservação do Patrimônio Histórico, Cultural e Ambiental da Cidade de São Paulo (Conpresp). Criado em dezembro de 1985 e instalado em outubro de 1988, o Conpresp é um órgão colegiado de assessoramento cultural, ligado à estrutura da Secretaria de Cultura da Prefeitura do Município de São Paulo, Brasil. O órgão possui a atribuição deliberar sobre o tombamento de bens móveis e imóveis no nível municipal, formular diretrizes visando a preservação e valorização dos bens culturais e fiscalizar o seu uso. Na presente lista, os bens estão apresentados em ordem alfabética.

## Lista de bens tombados pelo Conpresp
| Bens tombados |                                                                                            |                   |                                               |                                                            |                                         | |
| Imagem        | Bem / Inscrição                                                                            | Ano de tombamento | Distrito(s)                                   | Tipologia                                                  | Tombamento em outras esferas            | Outras informações |
|               | Antiga Companhia Brasileira de Cimento Portland Perus                                      | 1992              | Perus                                         | Edificação                                                 | Estadual (Condephaat)                   | Conjunto fabril erguido a partir de 1925 pela Companhia Brasileira de Cimento Portland, primeira fábrica de cimento Portland instalada no Brasil, em terreno originalmente pertencente à Estrada de Ferro Perus-Pirapora (inaugurada em 1910). Parte de conjunto tombado atualmente serve de sede ao Sindicato dos Trabalhadores das Indústrias de Cimento, Cal e Gesso de São Paulo. |
|               | Antiga Escola de Primeiras Letras                                                          | 2002              | República                                     | Edificação                                                 | Estadual (Condephaat)                   | Edificação erguida em 1877 pelo governo imperial, em alvenaria de tijolos e cobertura em quatro águas, como parte de uma ação visando dotar a província de São Paulo de escolas públicas. Foram construídas três escolas em São Paulo em função de tal projeto. A unidade da Bela Vista, localizada em terreno doado pela baronesa de Limeira, possui pequenas dimensões, com apenas duas salas, e acessos independentes para cada sexo, segundo as determinações da época. |
|               | Antiga residência da família Vicente de Azevedo                                            | 2012              | Jardim Paulista                               | Edificação                                                 |                                         | Também denominada "casarão dos Bocaina". Edificação remanescente da primeira fase de ocupação residencial da área então conhecida como "Vila América", hoje o bairro de Cerqueira César, no início do século XX. |
|               | Antiga residência do arquiteto Felisberto Ranzini                                          | 2015              | Sé                                            | Edificação                                                 |                                         | Imóvel de desenho eclético, com influências do chamado "estilo florentino", projetado pelo arquiteto Felisberto Ranzini (colaborador no escritório de Ramos de Azevedo) e erguido em 1924, para ser sua residência. |
|               | Antiga residência do maestro Furio Franceschini                                            | 2010              | Ipiranga                                      | Edificação                                                 |                                         | Primeira residência erguida na Avenida Nazaré, por Tito Oliani, em 1916. Abrigou por muitos anos o maestro Furio Franceschini, tornando-se também ponto de encontro de intelectuais como Mário de Andrade e Oswald de Andrade e alunos do maestro que viriam a se destacar no campo da música, como Guiomar Novaes, Dinorá de Carvalho e Pedro Ângelo Camin. |
|               | Antiga residência de Júlio Guerra                                                          | 2014              | Santo Amaro                                   | Edificação                                                 |                                         | Antiga residência e ateliê do escultor santamarense Júlio Guerra, exemplares remanescentes da ocupação residencial do chamado "Eixo Histórico de Santo Amaro". |
|               | Antiga residência na Avenida Higienópolis, nº. 870                                         | 2014              | Consolação                                    | Edificação                                                 |                                         | Residência remanescente da primeira fase de ocupação do bairro de Higienópolis, integrante do Condomínio Palacete Higienópolis - Edifício Maria Antonieta. |
|               | Antiga sede da Faculdade de Farmácia e Odontologia da USP                                  | 1991              | Bom Retiro                                    | Edificação                                                 | Estadual (Condephaat)                   | Projetado em estilo neoclássico pelo escritório Rosa Martins e Fomm, foi inaugurado em 1905, para servir de sede à antiga Escola de Farmácia de São Paulo. Possui estrutura em alvenaria de tijolos, piso de assoalho no pavimento superior e cobertura em telha francesa. Passou por várias ampliações ao longo do século XX, a maior delas em 1937, quando a ala que circunda o pátio interno foi acrescida de mais um pavimento. Desde 1987, abriga a Oficina Cultural Oswald de Andrade. |
|               | Antigo Grupo Escolar de Vila Guilherme (ou Grupo Escolar Afrânio Peixoto)                  | 2013              | Vila Guilherme                                | Edificação                                                 |                                         | Edifício erguido em 1924, para abrigar o Grupo Escolar de Vila Guilherme, inaugurado no ano seguinte. O prédio constitui uma exceção em meio ao conjunto de escolas públicas erguidas em São Paulo durante a primeira república, pois teve sua construção financiada pelo empresário Guilherme Praun da Silva, proprietário do terreno e loteador do distrito que hoje leva seu nome, e não pelo governo paulista, como as demais unidades da rede. Funcionou como escola até 1970, abrigando posteriormente a Administração Regional e a Subprefeitura de Vila Maria/Vila Guilherme. Atualmente abriga a Casa de Cultura de Vila Guilherme. |
|               | Antigo Grupo Escolar Rodrigues Alves                                                       | 1991              | Vila Mariana                                  | Edificação                                                 | Estadual (Condephaat)                   | Originalmente localizado em um casarão alugado e adaptado para uso como escola, na esquina da Avenida Paulista com a Rua Pamplona, o Grupo Escolar Rodrigues Alves foi transferido para sua sede atual em 1919. O edifício, projetado por Ramos de Azevedo, foi erguido durante o governo de Altino Arantes, no contexto da implantação da rede pública de ensino paulista, Possui dois pavimentos e fachada em estilo eclético, com elementos neoclássicos. Obras posteriores resultaram na perda de grande parte do jardim fronteiro. |
|               | Antigo Instituto de Educação Caetano de Campos                                             | 1991              | República                                     | Edificação                                                 | Estadual (Condephaat)                   | Projetado em 1890 pelo engenheiro Antônio Francisco de Paula Sousa, com planta definitiva do arquiteto Ramos de Azevedo, o edifício foi inaugurado em 1894, para servir de sede à Escola Normal de São Paulo. Em 1935, foi acrescido de um terceiro pavimento. O tombamento na esfera estadual, ocorrido na década de 1970, ocorreu a partir de reivindicação da população, contrária ao projeto do Metrô de demolir o edifício para a construção da Estação República. Abriga a sede da Secretaria de Estado da Educação desde 1978. |
|               | Antigo Instituto de Filosofia Sedes Sapientiae                                             | 2015              | Consolação                                    | Edificação                                                 | Estadual (Condephaat)                   | Criado em 1932, o antigo Instituto de Filosofia, Ciências e Letras Sedes Sapientae ocupava inicialmente parte do Colégio Des Oiseaus, voltado à educação feminina. Em 1937, o instituto foi reconhecido oficialmente como faculdade e, em 1946, passou a integrar a estrutura da Pontifícia Universidade Católica de São Paulo (PUC-SP). A sede do instituto na Rua Marquês de Paranaguá foi idealizada pelo arquiteto Rino Levi. Comporta um auditório, o pensionato e uma edificação destinada às aulas, dispostos ao redor de um pátio interno. |
|               | Antigo Seminário do Espírito Santo do Verbo Divino                                         | 2010              | Santo Amaro                                   | Edificação                                                 |                                         | Conjunto arquitetônico em estilo neocolonial projetado pelo arquiteto polonês Georg Przyrembel e inaugurado em 1956, por encomenda da Congregação do Verbo Divino. O tombamento engloba, além do seminário, a Escola Pueri Domus e a vegetação arbórea no entorno do conjunto. |
|               | Área da antiga Chácara Klabin                                                              | 2004              | Vila Mariana                                  | Conjunto urbano                                            |                                         | O tombamento incide sobre a parte remanescente do primeiro loteamento da antiga chácara pertencente ao imigrante lituano Maurício Klabin, ocorrido na década de 1940. Trata-se de uma área de destacada qualidade ambiental e paisagística, decorrente do solo permeável da região, da grande área verde, do traçado viário e da existência de bens culturais como o Parque e a Casa Modernista. |
|               | Área do Belém                                                                              | 2016              | Belém                                         | Edificação                                                 |                                         | O tombamento incide sobre um conjunto de dez edificações situadas em diferentes logradouros na área do Belém, bairro que se desenvolveu entre a Avenida Celso Garcia e o eixo da antiga ferrovia Central do Brasil, destacadas por suas peculiaridades históricas ou arquitetônicas. |
|               | Área do Jardim da Saúde                                                                    | 2002              | Cursino                                       | Conjunto urbano                                            |                                         | Bairro projetado pelo engenheiro e urbanista Jorge de Macedo Vieira no início do século XX, nos moldes dos bairros-jardins introduzidos no Brasil pela Companhia City. O tombamento engloba o traçado urbano do bairro, logradouros e áreas ajardinadas. |
|               | Área do Jardim Lusitânia                                                                   | 2002              | Moema                                         | Conjunto urbano                                            |                                         | Bairro contíguo à área do Parque do Ibirapuera. Foi loteado na década de 1950, pelo Instituto de Previdência do Estado de São Paulo (Inesp), nos moldes dos bairros jardins da Companhia City. O tombamento incide sobre o traçado urbano, os espaços verdes, ajardinamentos e a vegetação de porte arbóreo, o padrão dos lotes e o volume das construções. |
|               | Área do Mirante do Jaguaré                                                                 | 1999              | Jaguaré                                       | Edificação                                                 |                                         | Popularmente denominado "farol" ou "relógio" do Jaguaré. Construído no ponto mais alto do bairro, o mirante possui 28 metros de altura e permite vislumbrar boa parte da Zona Oeste de São Paulo. Foi inaugurado em 1943, a mando de Henrique Dumont Villares, para servir de símbolo ao bairro do Jaguaré, projetado em 1935 por sua empresa, a Sociedade Imobiliária do Jaguaré, nas terras de uma antiga fazenda loteada pela Companhia Suburbana Paulista. |
|               | Área do Vale do Anhangabaú                                                                 | 1992              | República, Sé                                 | Conjunto urbano                                            |                                         | O tombamento incide sobre 293 edificações e diversos logradouros públicos (praças, viadutos, escadarias, equipamentos urbanos) localizados na área do Vale do Anhangabaú, entre os distritos da Sé ("Centro Velho") e República ("Centro Novo"). |
|               | Asilo do Jaçanã                                                                            | 2016              | Jaçanã                                        | Edificação                                                 |                                         | Popularmente conhecido como "Asilo do Jaçanã", o Hospital Geriátrico e de Convalescentes Dom Pedro II foi inaugurado em 1911, em um edifício de estilo eclético e inspiração neoclássica, projetado pelo escritório de Ramos de Azevedo. Está instalado em terreno originalmente pertencente à Fazenda Guapira, de propriedade da Irmandade da Santa Casa de Misericórdia de São Paulo. As instalações são decoradas com obras sacras e de outras tipologias, destacando-se o painel de azulejos de autoria de Sérgio Migliaccio, datado de 1974, representando uma paisagem serrana de Campos do Jordão. |
|               | Bairro da Bela Vista                                                                       | 2002              | Bela Vista, República                         | Conjunto urbano                                            |                                         | O registro mais antigo sobre a área é de 1559, quando integrava o então "Sítio do Capão". Sua ocupação efetiva, entretanto, deu-se com a expansão da mancha urbana de São Paulo, que conferiu à Bela Vista a característica de bairro operário de imigrantes, sobretudo italianos, assim como nos bairros do Brás, Mooca e Bom Retiro. O tombamento incide sobre três regiões distintas do bairro — a área do Bixiga, a área da Vila Itororó e a área da Grota — incluindo centenas de imóveis, logradouros, elementos e equipamentos públicos, tais como a Praça Amadeu Amaral, a Praça Dom Orione, a Escadaria do Bixiga, as encostas e muros de arrimo da rua Almirante Marques de Leão e os Arcos da Rua Jandaia. |
|               | Bairro de Interlagos                                                                       | 2004              | Socorro                                       | Conjunto urbano                                            |                                         | Bairro projetado por iniciativa do engenheiro britânico Louis Romero Sanson em parceria com o urbanista francês Alfred Agache, era então denominado "Balneário Satélite da Capital". É hoje associado ao autódromo homônimo, construído no fim da década de 1930. O tombamento incide sobre o traçado urbano, os ajardinamentos públicos e privados e a vegetação de porte arbóreo. |
|               | Bairro do Sumaré                                                                           | 2005              | Perdizes                                      | Conjunto urbano                                            |                                         | Bairro projetado no início do século XX pela Sociedade Paulista de Terrenos e Construções Sumaré Ltda., em terreno da antiga Sesmaria do Pacaembu, nos moldes dos bairros-jardins introduzidos pela Companhia City. O tombamento engloba o traçado urbano do bairro, as áreas ajardinadas e a divisão dos lotes. |
|               | Bairros do Pacaembu e Perdizes                                                             | 1992              | Consolação, Perdizes                          | Conjunto urbano                                            | Estadual (Condephaat)                   | Bairros que integravam a antiga Sesmaria do Pacaembu, concedida por Martim Afonso de Sousa aos jesuítas em 1561. Com a expulsão dos jesuítas do Brasil por ordem do Marquês de Pombal, a área foi loteada em chácaras e manteve caráter rural até meados do século XIX, quando se inicia a expansão da mancha urbana de São Paulo. O bairro de Perdizes, nomeado em função do comércio dessa ave registrado na região no passado, desenvolveu-se sobretudo a partir dos anos vinte. Já o bairro do Pacaembu foi projetado a partir de 1912 pela Companhia City, conforme o modelo dos "bairros jardins". O tombamento engloba o traçado urbano, os padrões dos lotes, as áreas verdes e diversas edificações dos bairros. |
|               | Capela Cristo Operário, obras de arte e edifícios anexos                                   | 2004              | Cursino                                       | Edificação e acervo                                        | Estadual (Condephaat)                   | Erguida pelo frei João Batista Pereira dos Santos no início da década de 1950, no contexto de um trabalho social desenvolvido junto à comunidade operária de Vila Brasílio Machado, no Alto do Ipiranga, visando a constituição de uma comunidade de trabalho que aliasse doutrina moral, prática profissional e formação cultural. O interior da capela é decorado por obras de artistas como Alfredo Volpi, Yolanda Mohalyi, Geraldo de Barros, Moussia Pinto Alves e Elisabeth Nobiling, entre outros. Os jardins foram projetados por Burle Marx. |
|               | Capela de São Sebastião do Barro Branco                                                    | 2003              | Tucuruvi                                      | Edificação                                                 |                                         | Datada de 1872, a capela foi erguida no terreno da Chácara dos Padres, de propriedade dos jesuítas. Funcionou até 1950, quando o prédio já se encontrava em ruínas. A edificação foi demolida em 2001, a despeito de existência de processo de tombamento na ocasião. O tombamento incide sobre os remanescentes da edificação: as fundações da nave e da torre sineira, a escadaria de acesso à antiga capela e as fundações em pedra, lindeiras às da própria capela. |
|               | Capela do Bom Jesus do Horto (ou Igrejinha dos Russos)                                     | 1994              | Ipiranga                                      | Edificação                                                 |                                         | Fundada em 1893 pelo padre português José de Almeida Silva, nos arredores do Convento do Bom Pastor (demolido em 1995) e posteriormente administrada pelos padres de Sion, abrigou ao término da Segunda Guerra Mundial a missão russa católica, que deu apoio à recepção de refugiados do conflito na Europa. Embora subordinada ao Vaticano, para atender os imigrantes ortodoxos, a igreja celebrava missas no rito bizantino eslavo e, até o ano de 2004, na língua russa. É a única igreja da colônia russa católica na cidade. Possui interior decorado em estilo bizantino, com pinturas e ícones de santos. |
|               | Capela do Menino Jesus e Santa Luzia                                                       | 2002              | Sé                                            | Edificação e acervo                                        | Estadual (Condephaat)                   | A construção da Capela de Santa Luzia foi iniciada no fim do século XIX e concluída em 1901, por iniciativa de Ana Maria de Almeida Lorena Machado, no terreno da sua chácara. Após a morte de Ana Maria, a capela foi doada por seus herdeiros à Cúria Metropolitana. O desenho do edifício, em estilo neogótico, é de autoria de Domingos Delpiano e as pinturas que decoram o interior foram executadas por Oreste Sercelli. |
|               | Capela e Casa da Fazenda do Morumbi                                                        | 2005              | Morumbi                                       | Edificação                                                 |                                         | Remanescentes da antiga Fazenda Morumbi, propriedade rural oitocentista dedicada à produção de chá da Índia, cujo loteamento na década de 1950 deu origem ao atual bairro do Morumbi. A capela, erguida em taipa-de-pilão, é ora descrita como capela consagrada a São Sebastião dos Escravos, ora como local de sepultamento dos proprietários ou ainda como ruínas de um paiol. Gregori Warchavchik coordenou a reconstrução das ruínas da capela após sua aquisição pela Cia. Imobiliária Morumby. |
|               | Casa das Rosas                                                                             | 1991              | Vila Mariana                                  | Edificação                                                 | Estadual (Condephaat)                   | Antiga residência de Lúcia e Ernesto Dias de Castro, respectivamente filha e genro de Ramos de Azevedo. Erguido na década de 1930 segundo projeto de Felisberto Ranzini, em estilo eclético e influência neoclássica francesa, o edifício possui dois pavimentos e trinta cômodos, com pavimento térreo avarandado e terraços descobertos. O imóvel é um raro exemplar remanescente dos casarões do início do século XX da Avenida Paulista. A denominação "Casa das Rosas" deriva do amplo roseiral localizado da jardim da residência. |
|               | Casa de Dona Sebastiana de Souza Queiroz                                                   | 2015              | Santa Cecília                                 | Edificação                                                 |                                         | Residência em estilo eclético, remanescente da primeira fase de ocupação do bairro de Higienópolis. Foi projetada pelo Escritório Técnico de Ramos de Azevedo e erguida entre 1910 (edificação principal) e 1911 (edícula), tendo Sebastiana de Souza Queiroz como primeira moradora. O imóvel abriga atualmente a sede paulista do Instituto do Patrimônio Histórico e Artístico Nacional (IPHAN). |
|               | Casa de Dona Yayá                                                                          | 2002              | República                                     | Edificação                                                 | Estadual (Condephaat)                   | Residência remanescente das transformações na área do Bixiga entre o fim do século XIX e o início do século XX, originalmente localizado em uma pequena chácara, de propriedade de Sebastiana de Melo Freire, dita "Dona Yayá". Vitimada por tragédias nas quais perdeu os pais e os irmãos, Dona Yayá sucumbiu a uma grave doença mental que a impediu de administrar seus bens e levou à sua interdição no Instituto Paulista e, posteriormente, seu isolamento no casarão do Bexiga da sua juventude até o falecimento. Desta forma, a residência é considerada também um importante testemunho material das concepções da sociedade sobre tratamento de doenças mentais durante a primeira metade do século XX. O imóvel abriga atualmente o Centro de Preservação Cultural da Universidade de São Paulo. |
|               | Casa de Mário de Andrade                                                                   | 1991              | Barra Funda                                   | Edificação                                                 | Estadual (Condephaat)                   | Sobrado geminado em estilo eclético, em alvenaria de tijolos, projetado por Oscar Americano no início da década de 1920. Serviu de residência ao escritor Mário de Andrade, pioneiro da poesia modernista brasileira. |
|               | Casa de Vidro                                                                              | 1991              | Morumbi                                       | Edificação                                                 | Estadual (Condephaat)                   | Projetada por Lina Bo Bardi, originalmente para abrigar o Instituto de Arte Contemporânea do Museu de Arte de São Paulo (IAC-MASP), tornou-se posteriormente sua residência e de seu marido, Pietro Maria Bardi. O projeto segue os conceitos racionalistas da arquitetura moderna internacional e se destaca pela integração da residência com a paisagem arborizada em seu entorno. |
|               | Casa do Bandeirante (ou Casa do Butantã)                                                   | 1991              | Butantã                                       | Edificação                                                 | Estadual (Condephaat)                   | Casa bandeirista em taipa de pilão e pau-a-pique e cobertura em quatro águas, erguida nas primeiras décadas do século XVII e implantada em terreno que pertenceu à antiga sesmaria de Afonso Sardinha. Foi adquirida pela Companhia City e posteriormente pela prefeitura da cidade. |
|               | Casa do Sertanista (ou Casa do Caxingui)                                                   | 1991              | Butantã                                       | Edificação                                                 | Estadual (Condephaat)                   | Residência rural do século XVII, em taipa de pilão e pau-a-pique, com planta retangular e telhado em quatro águas. Adquirida por Alberto Christie no início do século XX, foi posteriormente comprada pela Companhia City, que a doou à prefeitura. |
|               | Casa do Sítio do Tatuapé                                                                   | 1991              | Tatuapé                                       | Edificação                                                 | Estadual (Condephaat); Federal (IPHAN)  | Residência em taipa de pilão, com planta retangular e cobertura em duas águas, dotada de alpendre fronteiriço e sótão. Foi erguida entre 1668 e 1698 por Mathias Rodrigues da Silva, nas terras que pertenceram ao Padre Matheus Nunes da Siqueira. Utilizada como olaria para a fabricação de telhas na segunda metade do século XIX, tornou-se posteriormente propriedade da família Corrêa de Albuquerque que a vendeu à Tecelagem Textillia, em 1945, dando início ao loteamento da área. |
|               | Casa Modernista                                                                            | 1991              | Vila Mariana                                  | Edificação                                                 | Estadual (Condephaat)                   | Projetada por Gregori Warchavchik, expoente da primeira geração da arquitetura moderna brasileira, a Casa Modernista de Vila Mariana foi inaugurada 1927 e é considerada a primeira residência a empregar princípios racionalistas no Brasil. O sobrado possui linhas retas, em formas de cubos e planos, e coberturas em telhas coloniais. O jardim, com 12.000 metros quadrados de área, foi projetado pela esposa de Gregori, Mina Klabin. |
|               | Casarão da Fazendinha                                                                      | 2005              | Perus                                         | Edificação                                                 |                                         | Imóvel localizado na área conhecida como Fazendinha, posteriormente pertencente à Companhia Brasileira de Cimento Portland. O casarão, erguido no fim do século XIX, encontra-se nàs margens da linha férrea da Companhia Paulista de Trens Metropolitanos, possivelmente no mesmo sítio que abrigou a antiga fábrica de pólvora de Perus. |
|               | Casarão do Anastácio                                                                       | 2013              | São Domingos                                  | Edificação                                                 |                                         | Construído na década de 1910 para abrigar a hospedaria ("Club House") do antigo Frigorífico Armour do Brasil, o imóvel se destaca pelas características arquitetônicas com influência do estilo "missões" ou hispânico. Encontra-se localizado em gleba originalmente pertencente à Fazenda do Anastácio, propriedade rural formada no século XVIII. |
|               | Castelinho da Rua Apa                                                                      | 2004              | Santa Cecília                                 | Edificação                                                 |                                         | Edificação em estilo eclético, remanescente da primeira ocupação urbana na região de Santa Cecília, erguida nas primeiras décadas do século XX. |
|               | Cavas de ouro históricas do Jaraguá                                                        | 2012              | Anhanguera                                    | Ruína                                                      |                                         | Ruínas a céu aberto das mais antigas galerias de exploração de ouro existentes em território paulista, remontando ao século XVI. O conjunto abrange quatro cavas, dispersas entre os bairros de Morro Doce e Jardim Britânia: Faldas do Morro do Quebra-Pé, Jardim Britânia, Morro Doce e Parque Nova Anhanguera. |
|               | Centro Velho de São Paulo                                                                  | 2007              | Sé                                            | Conjunto urbano                                            |                                         | O tombamento incide sobre um conjunto de 149 edificações, sete praças, vinte monumentos e esculturas e quatro viadutos localizados na área conhecida como "Centro Velho de São Paulo" — sítio histórico a partir de onde a cidade se desenvolveu desde sua fundação em 1554, subdivido nas regiões da Sé, Parque Dom Pedro e Mercado. |
|               | Chácara da Fonte                                                                           | 2012              | Butantã                                       | Patrimônio natural                                         |                                         | Gleba não urbanizada na área do Morro do Querosene, com remanescentes de Mata Atlântica, fonte de água mineral e nascentes, além de potencial valor arqueológico, em função de sua proximidade dos antigos caminhos de ocupação e povoamento da cidade de São Paulo. |
|               | Chácara dos Fontoura e escultura "Bartira"                                                 | 1994              | Jardim Helena                                 | Edificação e acervo                                        |                                         | Situada às margens do rio Tietê nas terras da antiga Fazenda Biacica, de propriedade das carmelitas, a Chácara dos Fontoura era originalmente dotada de uma capela em taipa de pilão, provavelmente erguida em 1682, sob a invocação de Nossa Senhora da Estrela de Biacica. Após entrar em decadência, no século XIX, e ser parcialmente arrendada, a fazenda foi adquirida na década de 1930 por Levén Vampré, que utilizou as fundações da capela para erguer uma residência de veraneio em linhas neocoloniais. O tombamento engloba a residência, a área verde e os pertences da sede (bancos neocoloniais, painéis de azulejos, relevos de bronze, móveis, talhas, esculturas e pinturas), nomeadamente a estátua da índia Bartira, de João Batista Ferri. |
|               | Chácara Tangará (ou Parque Burle Marx)                                                     | 1992              | Vila Andrade                                  | Conjunto arquitetônico e paisagístico / Patrimônio natural | Estadual (Condephaat)                   | Área remanescente da antiga fazenda da família Pignatari, com 482.000 metros quadrados, às margens do Rio Pinheiros. Constitui um dos últimos resquícios de Mata Atlântica na área urbana de São Paulo. Possui jardins projetados por Burle Marx e construções de autoria de Oscar Niemeyer. |
|               | Chaminé da União                                                                           | 2010              | Mooca                                         | Edificação                                                 |                                         | Chaminé do conjunto fabril da Refinaria de Açúcar União, exemplar do padrão de ocupação industrial da Mooca, consolidado entre o fim do século XIX e a primeira metade do século XX em torno da estação ferroviária do bairro. A chaminé é o último remanescente da edificação fabril, demolida em 2009. |
|               | City Lapa                                                                                  | 2009              | Lapa                                          | Conjunto urbano                                            |                                         | A área conhecida como "City Lapa" abrange os bairros-jardins do Alto da Lapa e Bela Aliança. A área foi construída pela Companhia City na década de 1920, seguindo o projeto do arquiteto inglês Barry Parker. O tombamento engloba o traçado dos bairros, as praças e a vegetação de porte arbóreo. |
|               | Clube Holandês                                                                             | 2016              | Pirituba                                      | Edificação                                                 |                                         | Oficialmente denominado "Sociedade Holandesa de São Paulo - Casa de Nassau", o Clube Holandês foi fundado em 1927 como uma sociedade recreativa e de assistência mútua para imigrantes dos Países Baixos e de outros países. A sede atual foi inaugurada em 1949, no distrito de Pirituba, na época caracterizado pela expressiva presença de imigrantes ingleses e holandeses. |
|               | Colégio Batista Brasileiro                                                                 | 2013              | Perdizes                                      | Edificação                                                 |                                         | Fundado em 1902 por um grupo de missionários americanos, o colégio foi transferido em 1926 para sua sede em linhas clássicas. |
|               | Colégio São José                                                                           | 2016              | Sé                                            | Edificação                                                 |                                         | Edifício projetado por Ramos de Azevedo em estilo neoclássico, para servir de sede ao Colégio São José — escola fundada em 1880, originalmente como externato feminino, e desativada no final de 2006 pela Santa Casa de Misericórdia de São Paulo, entidade mantenedora do colégio. |
|               | Companhia Antarctica Paulista                                                              | 2016              | Mooca                                         | Edificação                                                 |                                         | Fundada em 1891, no bairro da Água Branca, a Companhia Antarctica inaugurou a produção de cerveja em larga escala em São Paulo. Em 1904, a empresa adquiriu o controle acionário da Cervejaria Bavária, dona de um complexo fabril erguido no fim do século XIX, na Mooca. As novas instalações foram dotadas de maquinário importado da Suíça e Alemanha e passaram a abrigar a produção de cervejas tipo Pilsen, Munchen e Export. Em 1920, o complexo foi ampliado e passou a abrigar também a sede do Grupo Antarctica, transferida da Água Branca. |
|               | Complexo do Jockey Club de São Paulo                                                       | 2013              | Morumbi                                       | Edificação                                                 | Estadual (Condephaat)                   | Projeto do arquiteto Elisário Bahiana, inaugurado em 1941, em estilo art-déco, para servir de hipódromo ao antigo Clube Paulistano de Corridas, atual Jockey Club de São Paulo. Foi posteriormente ampliado e remodelado por Henri Sajous. |
|               | Complexo industrial do Gasômetro do Brás                                                   | 2012              | Brás                                          | Edificação                                                 | Estadual (Condephaat)                   | Complexo fabril erguido a partir de 1870 pelo engenheiro inglês William Ramsey, a serviço da empresa londrina San Paulo Gás Co. Ltda., para abastecer os lampiões que iluminavam a cidade. Posteriormente, foram acrescidas outras edificações de apoio à usina, tais como a Casa das Retortas, onde se destilava o carvão. Adquirida pela Light em 1912, a usina passou por um processo de modernização e adotou equipamentos elétricos automatizados. Em 1967, o conjunto foi desapropriado pela prefeitura e os serviços foram assumidos pela Comgás. O gasômetro seguiu em funcionamento até 1974. |
|               | Congregação Israelita Templo Beth-El                                                       | 2013              | República                                     | Edificação                                                 |                                         | Primeira grande edificação sinagogal da comunidade judaica de São Paulo, o Templo Beth-El foi projetado por Samuel Roder, em estilo bizantino, e construído a partir de 1929. Abriga atualmente o Museu Judaico de São Paulo. |
|               | Conjunto arquitetônico do antigo Santapaula Iateclube                                      | 2007              | Socorro                                       | Edificação                                                 |                                         | Projeto de João Batista Vilanova Artigas e Carlos Cascaldi, de 1961, é um dos principais exemplares da arquitetura brutalista na cidade. Foi um dos locais mais frequentados pela elite paulistana entre as décadas de 1960 e 1980. |
|               | Conjunto da Estação Ferroviária de Jaraguá                                                 | 2015              | Jaraguá                                       | Edificação                                                 | Estadual (Condephaat)                   | Conjunto ferroviário pertencente à antiga São Paulo Railway, primeira linha ferroviária paulista, conectando o planalto ao litoral. |
|               | Conjunto da Estação Ferroviária de Perus                                                   | 2015              | Perus                                         | Edificação                                                 | Estadual (Condephaat)                   | Conjunto ferroviário erguido a partir de 1867, pertencente à rede da antiga São Paulo Railway (posteriormente Estrada de Ferro Santos-Jundiaí), primeira linha ferroviária do território paulista, conectando o planalto ao litoral. O conjunto é composto pela Estação Perus, pelo armazém e pela Vila Ferroviária e reflete o partido arquitetônico adotado pelos ingleses nas primeiras construções ferroviárias de São Paulo, marcado pela introdução de novas técnicas como a alvenaria de tijolos e o uso do ferro fundido. |
|               | Conjunto de edifícios da Pontifícia Universidade Católica de São Paulo (PUC-SP)            | 2015              | Perdizes                                      | Edificação                                                 | Estadual (Condephaat)                   | A área onde hoje se encontra o campus da Pontifícia Universidade Católica de São Paulo (PUC-SP) corresponde à antiga Chácara Lúcia, de propriedade de Germaine Lucie Buchard, Condessa de Gontand Birou, onde se instalou, no início da década de 1920, o Convento das Carmelitas Descalças, projetado por Alexandre Albuquerque em estilo neocolonial. Em 1948, as carmelitas deixaram o mosteiro no distrito de Perdizes, que foi doado para a PUC-SP. O tombamento engloba, além do convento e sua capela, o Teatro da Universidade Católica, ou TUCA, notabilizado pela organização de atos de resistência durante a ditadura militar. |
|               | Conjunto de edifícios do antigo Matadouro de Vila Mariana                                  | 1991              | Vila Mariana                                  | Edificação                                                 | Estadual (Condephaat)                   | Conjunto arquitetônico projetado por Alberto Kuhlmann, em 1884, junto ao antigo "Rincão dos Sapateiros", para substituir o antigo Matadouro de Humaitá, no Largo da Pólvora, já pequeno para atender à crescente demanda paulistana. O Matadouro de Vila Mariana foi inaugurado em 1887 e funcionou até 1927. O conjunto de edifícios em tijolo aparente está implantado em 17.000 metros quadrados e é equipado com três galpões paralelos destinados ao abatimento e ao tendal de animais de grande e pequeno porte. O conjunto abriga hoje a Cinemateca Brasileira. |
|               | Conjunto de imóveis da Lapa                                                                | 2009              | Barra Funda, Jaguaré, Lapa, Perdizes          | Edificação                                                 |                                         | Conjunto de imóveis distribuídos entre os distritos da Lapa (Igreja Nossa Senhora da Lapa, conjunto da Igreja São João Maria Vianney, fábrica da Companhia Melhoramentos, Estação Ciência, antiga fábrica de tubos de barro da Avenida Santa Marina, Escola Estadual Pereira Barreto, Colégio Guilherme Kuhlmann, Colégio Anhanguera, Mercado Municipal da Lapa, casa-sede da Corporação Operária Musical da Lapa, antiga Metalúrgica Martins Ferreira, antiga Vidraria Santa Marina), Perdizes (SESC Pompeia - na imagem -, conjunto industrial da Rua Padre Chico, Casa Guilherme de Almeida), Jaguaré (antiga Cooperativa Agrícola de Cotia, conjunto do casarão de Henrique Dumont villares) e Barra Funda (edifício do Instituto Rogacionista, Viaduto Pacaembu, antigo asilo da Rua Turiaçu). |
|               | Conjunto edificado dos Dominicanos                                                         | 1991              | Perdizes                                      | Edificação                                                 | Estadual (Condephaat)                   | Conjunto de edificações de propriedade dos Dominicanos no bairro de Perdizes, composto por uma residência da antiga Chácara Cardoso de Almeida (construída no início do século XX, em estilo eclético), pelo Convento Santo Alberto Magno (do final dos anos 1930, em estilo neo-românico), pela Igreja Matriz de São Domingos (na imagem, projetada por Franz Heep no fim da década de 1950) e pela área verde localizada nos fundos da propriedade. O projeto original de Heep para a igreja, destinado a uma praça, sofreu adaptações para ser implantado em novo terreno. |
|               | Conjunto Nacional                                                                          | 2015              | Jardim Paulista                               | Edificação                                                 | Estadual (Condephaat)                   | Projeto de David Libeskind, executado a pedido do empresário de rede hoteleira José Tjurs, teve suas obras iniciadas em 1954 e concluídas em 1962. O edifício possui 100 metros de altura, 120 mil metros quadrados de área construída e destaca-se por ser um dos primeiros grandes edifícios modernos multifuncionais da cidade, integrando centro comercial, espaços para eventos culturais, centro de convenções, salão de festas e apartamentos residenciais. |
|               | Copan e outros edifícios modernos                                                          | 2012              | República                                     | Edificação                                                 |                                         | O tombamento engloba o Edifício Copan, projetado por Oscar Niemeyer e construído entre 1951 e 1966 (considerado a maior estrutura em concreto armado do Brasil, com 115 metros de altura e 42 pavimentos), o antigo São Paulo Hilton Hotel, e os edifícios do Banco Brasileiro de Descontos (Bradesco), Jaçatuba, Bratke, Gibraltar, Major e Renata Sampaio Moreira. |
|               | Edificações da Família Jafet                                                               | 2005              | Ipiranga                                      | Edificação                                                 |                                         | Conjunto de seis residências espalhadas pelo bairro do Ipiranga, antigas moradias dos membros da família Jafet, pioneira da imigração libanesa. Destaca-se o Palácio dos Cedros, suntuosa mansão em estilo eclético, erguida nos anos vinte, com mais de cinquenta cômodos. |
|               | Edifício Alexandre Mackenzie                                                               | 1991              | República                                     | Edificação                                                 | Estadual (Condephaat)                   | Edifício em estilo eclético, projetado pelos arquitetos norte-americanos Preston e Curtis e erguido pelo escritório Severo, Villares & Cia., para servir de sede à São Paulo Tramway, Light and Power Company. Foi inaugurado em 1929, no mesmo terreno onde se encontrava instalado o antigo Teatro São José, e ampliado em 1941. Possui 29.729 metros quadrados de área, onze pavimentos, porão e andar intermediário. |
|               | Edifício central do Instituto Adolfo Lutz e o edifício que abriga a sua biblioteca         | 2003              | Jardim Paulista                               | Edificação                                                 | Estadual (Condephaat)                   | Fundado em 1940 com o objetivo de prestar serviços laboratoriais e desenvolver pesquisas em saúde pública, o Instituto Adolfo Lutz surgiu da fusão entre o Instituto Bacteriológico e o Laboratório de Análises Químicas e Bromatólogicas — ambos criados em 1891, como órgãos do Serviço Sanitário do Estado de São Paulo. Sua sede foi erguida no fim da década de 1930, segundo planta do escritório de Ramos de Azevedo, aprovada em 1937. O edifício possui quatro pavimentos e é ornamentado com mármore italiano e trabalho de marcenaria do Liceu de Artes e Ofícios de São Paulo. |
|               | Edifício da antiga Hospedaria dos Imigrantes                                               | 1991              | Brás                                          | Edificação                                                 | Estadual (Condephaat)                   | A Hospedaria dos Imigrantes foi originalmente instalada no Bom Retiro, em 1882, com o propósito de organizar a distribuição dos imigrantes pela província de São Paulo e dar apoio à política governamental de incentivo à imigração. Em 1886, foi transferida para o novo edifício no Brás, de autoria de Mateus Haüssler, com capacidade para abrigar até 1.200 pessoas. O edifício atualmente abriga o Museu da Imigração e o Albergue da Assindes (Associação Internacional para o Desenvolvimento). |
|               | Edifício da antiga Repartição de Águas e Esgotos (RAE)                                     | 2014              | Moema                                         | Edificação                                                 |                                         | Instalações originalmente integrantes da antiga Repartição de Águas e Esgotos de São Paulo, criada em 1892, hoje pertencentes à Companhia de Saneamento Básico do Estado de São Paulo (Sabesp). |
|               | Edifício da Associação Auxiliadora das Classes Laboriosas                                  | 2002              | Sé                                            | Edificação                                                 | Estadual (Condephaat)                   | Criada em 1891, como iniciativa de trabalhadores da construção civil, a Associação Auxiliadora das Classes Laboriosas tinha por finalidade a criação de cooperativas, regulamentação de questões trabalhistas entre operários e patrões e a prestação de serviços de assistência médica aos associados. A sede da associação foi inaugurada em 1909, em estilo eclético. A fachada art déco data de 1933. Da edificação original, são mantidos integralmente o Salão Celso Garcia e a Sala Lourenço Gomes. |
|               | Edifício da Faculdade de Arquitetura e Urbanismo da Universidade de São Paulo (FAU-USP)    | 1991              | Butantã                                       | Edificação                                                 | Estadual (Condephaat)                   | Localizado na Cidade Universitária. Projeto de João Batista Vilanova Artigas e Carlos Cascaldi, e cálculo estrutural do escritório Figueiredo Ferraz, laureado com o Grande Prêmio Internacional na X Bienal de São Paulo, em 1969. Possui vinte mil metros quadrados de área construída e um grande vão central, com mais de quinze metros de altura, com rampas conectando os ambientes. |
|               | Edifício da Faculdade de Medicina da Universidade de São Paulo (FM-USP)                    | 1991              | Jardim Paulista                               | Edificação                                                 | Estadual (Condephaat)                   | Fundada em 1912 por Arnaldo Vieira de Carvalho como Faculdade de Medicina e Cirurgia de São Paulo. A construção do edifício-sede ocorreu entre 1920 e 1931, com fundos repassados pelo governo do estado. O projeto inicial do escritório de Ramos de Azevedo sofreu adaptações para abrigar os cursos de Medicina Legal, abrigados posteriormente em pavilhões interligados. Em 1934, a instituição foi encampada pela Universidade de São Paulo. |
|               | Edifício do antigo Desinfectório Central                                                   | 1991              | Bom Retiro                                    | Edificação                                                 | Estadual (Condephaat)                   | Edifício inaugurado em 1893, em terreno adquirido junto a Manfredo Meyer em 1882, com o objetivo de abrigar o Desinfectório Central. A instituição se tornaria pioneira na oferta de serviços sanitários, sendo responsável por ações de combate a epidemias, execução de desinfecções domiciliares, remoção de doentes para hospitais, isolamento de cadáveres de pessoas mortas por doenças contagiosas, etc. Abriga atualmente o Museu de Saúde Pública Emílio Ribas. |
|               | Edifício do antigo Mercado Municipal de Santo Amaro                                        | 1991              | Santo Amaro                                   | Edificação                                                 | Estadual (Condephaat)                   | Quase toda a porção sul do território da cidade de São Paulo constituía, durante o Brasil Império, o antigo município de Santo Amaro, importante entreposto comercial que abastecia a capital de madeiras, cereais e outras mercadorias, produzidas em Itapecerica e Embu. No fim do século XIX, a explosão demográfica da capital paulista gerou aumento da demanda por tais produtos, refletindo também no crescimento econômico do município vizinho. Nesse contexto, a Câmara Municipal de Santo Amaro propôs, em 1896, a construção de um mercado para centralizar o comércio. O edifício, construído em alvenaria de tijolos, com influências mouriscas, foi inaugurado em 1897 e ampliado em 1903, mantendo sua função original até 1958. Abriga atualmente a Casa de Cultura de Santo Amaro. |
|               | Edifício do antigo Palácio das Indústrias                                                  | 1991              | Sé                                            | Edificação                                                 | Estadual (Condephaat)                   | Edifício em estilo eclético, projetado por Domiziano Rossi, em colaboração com os arquitetos Ramos de Azevedo e Ricardo Severo. Sua construção foi iniciada em 1911 e a inauguração ocorreu em 1924. Encomendado pela Secretaria de Agricultura, Comércio e Obras Públicas do Estado de São Paulo, o edifício inicialmente destinava-se a abrigar exposições agrícolas, industriais e comerciais. Em 1947, abrigou a Assembleia Constituinte do Estado, tornando-se posteriormente sede da Assembleia Legislativa. Sediou ainda a Secretaria de Segurança Pública, na década de 1970, e a Prefeitura Municipal de São Paulo, após a reforma conduzida por Lina Bo Bardi, em 1992. |
|               | Edifício do Instituto de Arquitetos do Brasil                                              | 2015              | República                                     | Edificação e acervo                                        | Estadual (Condephaat)                   | Marco da arquitetura moderna na cidade, o edifício da seccional paulista do Instituto de Arquitetos do Brasil (IAB) foi escolhido em concurso em 1946, por um júri composto pelos arquitetos Oscar Niemeyer, Hélio Uchôa e Firmino Saldanha. O desenho do edifício foi produzido a partir da colaboração de três equipes, a partir dos anteprojetos selecionados: Rino Levi e Roberto Cerqueira César; Jacob Ruchti, Miguel Forte e Galiano Ciampaglia; Abelardo de Souza, Hélio Duarte e Zenon Lotufo. O tombamento engloba as obras de arte que decoram os ambientes do edifício, tais como os murais de Antônio Bandeira e Ubirajara Ribeiro, o móbile The Black Widow de Alexander Calder e uma escultura de Bruno Giorgi. |
|               | Edifício Esther                                                                            | 1992              | República                                     | Edificação e acervo                                        | Estadual (Condephaat)                   | Projeto de 1934, idealizado por Adhemar Marinho e Álvaro Vital Brazil, escolhido em concurso. Foi construído por Mário Novedlin em estrutura de concreto armado e alvenaria de tijolos e inaugurado em 1938. Trata-se do primeiro edifício de grande porte em São Paulo concebido segundo os princípios funcionalistas, sendo dotado de estrutura independente e lajes contínuas, que conferem flexibilidade à planta. |
|               | Edifício Saldanha Marinho                                                                  | 1991              | Sé                                            | Edificação                                                 | Estadual (Condephaat)                   | Projetado por Elisário Bahiana e concluído na década de 1930 por Dácio A. de Moraes, é uma das primeiras edificações em estilo art déco na cidade. Serviu inicialmente de sede ao Automóvel Club de São Paulo, sendo posteriormente adquirido pela Companhia Paulista de Estradas de Ferro. O interior é caracterizado pelos amplos pés direitos e esquadrias de ferro e vidro, bem como pelo acabamento em materiais nobres, como os pisos em mármore da escada e do hall de acesso aos elevadores. |
|               | Eixo histórico de Santo Amaro                                                              | 2002              | Santo Amaro                                   | Conjunto urbano                                            |                                         | O tombamento engloba o traçado viário, logradouros e elementos urbanos do núcleo histórico do antigo município de Santo Amaro (núcleo de povoamento iniciado no século XVI, emancipado como município em 1832 e incorporado à cidade de São Paulo em 1935), tais como a Praça Floriano Peixoto, o Largo Treze de Maio, a Praça Salim Farah Maluf, o antigo edifício da Prefeitura de Santo Amaro, a Biblioteca Pública Presidente Kennedy e a Igreja Matriz de Santo Amaro (na imagem), entre outros. |
|               | Elementos arquitetônicos, urbanos e arqueológicos do Pátio do Colégio                      | 2015              | Sé                                            | Conjunto urbano                                            |                                         | Marco histórico do surgimento da cidade de São Paulo, o Pátio do Colégio é o sítio original onde foram implantados o colégio e a igreja dos jesuítas, inaugurados em 25 de janeiro de 1554. O tombamento engloba diversos logradouros, elementos arquitetônicos e imóveis — nomeadamente a Casa Nº. 1 (atual Casa da Imagem), o antigo edifício da Bolsa de Mercadorias (hoje Tribunal de Justiça de 2ª instância), o prédio da Secretaria de Negócios Jurídicos, os edifícios gêmeos da Secretaria de Justiça e da Defesa da Cidadania (antigas sedes da Tesouraria da Fazenda e da Secretaria da Agricultura), o Edifício Rolim, o Edifício Policlínica, o Beco do Pinto e as fundações e remanescentes arqueológicos do antigo Colégio dos Jesuítas. |
|               | Escola Estadual Amadeu Amaral                                                              | 2014              | Belém                                         | Edificação                                                 | Estadual (Condephaat)                   | Inaugurada em 1907, foi projetada por Hipólito Gustavo Pujol Júnior. Integra um conjunto de 126 escolas públicas construídas pelo governo paulista entre 1890 e 1930, representativas da política pública educacional durante a Primeira República. O edifício adota técnica construtiva simples, marcado por uma linguagem estilística que simplificava os atributos da tradição clássica, sendo dotado de dois pavimentos e vinte salas. |
|               | Escola Estadual Anhanguera                                                                 | 2009              | Lapa                                          | Edificação                                                 | Estadual (Condephaat)                   | Projetada por João Bianchi e construída em 1911. É integrante do conjunto de 126 escolas públicas construídas pelo governo paulista entre 1890 e 1930, testemunhos das políticas públicas educacionais da Primeira República. O edifício adota técnica construtiva simples, marcado por uma linguagem estilística que simplificava os atributos da tradição clássica. |
|               | Escola Estadual Conselheiro Antônio Prado                                                  | 2014              | Barra Funda                                   | Edificação                                                 | Estadual (Condephaat)                   | Unidade integrante do conjunto de 126 escolas erguidas pelo governo paulista durante a Primeira República. A escola foi criada em 1903 e transferida para o edifício atual em 1911. O desenho original do edifício contava com dez salas, posteriormente adaptadas para abrigar a demanda crescente por vagas. |
|               | Escola Estadual Dom Pedro II                                                               | 2014              | Barra Funda                                   | Edificação                                                 | Estadual (Condephaat)                   | Edifício de dois pavimentos erguido em 1919, a partir de projeto de Ramos de Azevedo concebido para Campinas, no século XIX. Possui planta simétrica básica e fachadas diferenciadas. É uma das 126 escolas públicas construídas pelo governo paulista durante a Primeira República, que compartilham significados culturais, históricos e arquitetônicos. |
|               | Escola Estadual Marechal Deodoro                                                           | 2014              | Bom Retiro                                    | Edificação                                                 | Estadual (Condephaat)                   | Unidade integrante do conjunto de 126 escolas erguidas pelo governo paulista durante a Primeira República. A escola foi inaugurada em 1907, sob a direção da professora Ancilla Invernizzi. O edifício foi projetado por Ramos de Azevedo, a partir de uma edificação preexistente, arrendada e adaptada para uso escolar. |
|               | Escola Estadual Marechal Floriano                                                          | 2014              | Vila Mariana                                  | Edificação                                                 | Estadual (Condephaat)                   | Criada em 1909, sob a denominação de "Grupo Escolar Marechal Floriano". O edifício atual, projetado por Ramos de Azevedo, foi inaugurado em 1919. Sofreu reformas a partir de 1926, para reparar os danos causados por um incêndio nas suas instalações. Integra-se ao conjunto das 126 escolas erguidas pelo governo paulista durante a primeira república. |
|               | Escola Estadual Martim Francisco e Unidade Básica de Saúde de Vila Olímpia "Max Perlman"   | 2016              | Moema                                         | Edificação                                                 |                                         | Edificações remanescentes do Programa Convênio Escolar, primeira parceria entre os governos da prefeitura e do estado de São Paulo visando a construção de escolas públicas, desenvolvida entre entre 1943 e 1948. A unidade da Vila Nova Conceição foi inaugurada com programa baseado nos princípios do movimento "Escola Nova", que influenciou também o partido arquitetônico, marcado pela influência da arquitetura moderna, com elementos art déco, bem como pelos amplos pátios, salas e corredores, integrados à área verde. O tombamento engloba o antigo ambulatório da escola, hoje sede da Unidade Básica de Saúde de Vila Olímpia (UBS "Max Perlman"). |
|               | Escola Estadual Nossa Senhora da Penha                                                     | 2015              | Penha                                         | Edificação                                                 | Estadual (Condephaat)                   | Criado em 1948, como parte do Programa Convênio Escolar (parceria entre os governos da prefeitura e do estado de São Paulo visando a construção de escolas públicas) e inicialmente denominado Colégio Estadual da Penha, passou a funcionar no atual edifício em 1952. O prédio, projetado por Eduardo Corona, é composto por um pavimento térreo com recreio coberto sob pilotis e mais dois pavimentos interligados por prédios e rampas. No partido arquitetônico, o autor buscou conceber o espaço de forma a adequar o seu uso às concepções do educador Anísio Teixeira. |
|               | Escola Estadual Oswaldo Cruz                                                               | 2014              | Mooca                                         | Edificação                                                 | Estadual (Condephaat)                   | Projeto de grande porte A. Toledo de 1911, com planta simétrica, três pavimentos e capacidade para mais de mil alunos. Foi inaugurado em 1914 com o nome de "Segundo Grupo Escolar da Mooca". Integra o conjunto de 126 escolas públicas construídas pelo governo paulista durante República Velha. |
|               | Escola Estadual Padre Anchieta                                                             | 1991              | Brás                                          | Edificação                                                 | Estadual (Condephaat)                   | Tradicional estabelecimento de ensino, a antiga Escola Normal do Brás foi inaugurada em 1913, a princípio como escola exclusivamente feminina. O edifício, projetado em 1911 por Manuel Sabater, tem capacidade para 20 salas divididas por dois pavimentose um porão utilizável. O mesmo projeto de Sabater foi utilizado na construção do Grupo Escolar Cesário Bastos, na cidade de Santos. Integra-se ao grupo de escolas construídas pelo governo paulista nas primeiras décadas do regime republicano. |
|               | Escola Estadual Padre Antônio Vieira                                                       | 2014              | Santana                                       | Edificação                                                 | Estadual (Condephaat)                   | Projeto do arquiteto G. B. Maroni, o edifício foi construído em 1911, como integrante da rede de 126 escolas públicas erguidas na República Velha. Possui dois pavimentos, com espaço adaptável para conter de 16 a 20 salas. |
|               | Escola Estadual Professor Alberto Conte                                                    | 2014              | Santo Amaro                                   | Edificação                                                 |                                         | Inaugurada como "Instituto de Educação Professor Alberto Conte", a escola surgiu como fruto do convênio escolar entre a prefeitura de São Paulo e o governo paulista firmado em 1948, visando a construção de novas unidades de ensino. O edifício, inaugurado em 1953, foi projetado pelo arquiteto Roberto Tibau. O programa pedagógico foi idealizado pelo educador Anísio Teixeira e previa o ensino em tempo integral e a utilização das instalações e seus equipamentos complementares pela comunidade. |
|               | Escola Estadual Romão Puiggari                                                             | 2014              | Brás                                          | Edificação                                                 | Estadual (Condephaat)                   | Inaugurada em 1894, era então denominada "Grupo Escolar do Braz", tendo sido a primeira escola instalada no bairro. Seu edifício, projetado por Ramos de Azevedo, dispunha originalmente de 16 salas de aula, até as reformas executadas a partir de 1926, após um incêndio. Integra o conjunto de 126 escolas públicas construídas pelo governo paulista entre 1890 e 1930. |
|               | Escola Estadual Santos Dumont                                                              | 2014              | Penha                                         | Edificação                                                 | Estadual (Condephaat)                   | Primeiro estabelecimento oficial de ensino inaugurado no bairro da Penha, em 1913, durante o mandato de Altino Arantes. O edifício, projetado por Hércules Beccari, integra o conjunto de 126 escolas estaduais criadas pelo governo paulista durante a República Velha. |
|               | Escola Municipal de Educação Infantil Presidente Dutra                                     | 1990              | Tatuapé                                       | Edificação                                                 |                                         | Projetada em estilo neocolonial por José Augusto Barros Arruda, foi inaugurada em 1948, com o nome de Parque Infantil 8. Integra-se ao conjunto de "parques coloniais", mistos de clubes para o entretenimeto da comunidade e escolas infantis construídos durante as gestões dos prefeitos Cristiano Stockler das Neves e Paulo Lauro. |
|               | Escola Técnica Estadual Carlos de Campos                                                   | 2014              | Brás                                          | Edificação                                                 | Estadual (Condephaat)                   | Edifício integrante do conjunto de escolas estaduais criadas durante a República Velha. Projetado por César Marchisio, o edifício foi construído a partir de 1925 para abrigar a Escola Profissional Feminina — escola técnica fundada em 1911, que visava a qualificação da mão de obra feminina para atender a demanda do setor fabril, então em franca expansão. Posteriormente, passou a atender alunos de ambos os sexos e em 1994 foi incorporada ao Centro Estadual de Educação Tecnológica Paula Souza. |
|               | Espaços internos do Cine Ipiranga                                                          | 2009              | República                                     | Edificação                                                 |                                         | Projeto do arquiteto Rino Levi, inaugurado em 1943, abrigou um dos mais importantes e arrojados cinemas de São Paulo. O tombamento incide sobre os espaços internos (galeria de entrada, saguão das bilheterias, salas de espera e sala de projeção), concebidos em conformidade com os princípios do modernismo. |
|               | Estação da Luz                                                                             | 1991              | Bom Retiro                                    | Edificação                                                 | Estadual (Condephaat); Federal (IPHAN)  | A primeira Estação da Luz foi erguida em 1867, em terreno cedido pelo governo paulista, sendo a estação central da ferrovia São Paulo Railway, que ligava o Porto de Santos a Jundiaí. Com o aumento do movimento de passageiros e cargas, houve a necessidade de ampliar as instalações. A estação atual, em alvenaria de tijolos combinada a estruturas metálicas, foi inaugurada em 1901, levando cinco anos para ser concluída. Projetada por engenheiros ingleses e erguida com materiais importados da Inglaterra, possui 7.500 metros quadrados. Após um incêndio ocorrido em 1946, a estação foi reformada e ganhou mais um pavimento em uma das alas do edifício principal. Abriga, desde 2006, o Museu da Língua Portuguesa. |
|               | Estação de Bondes do Brás (ou antiga garagem de bondes da Light)                           | 2014              | Brás                                          | Edificação                                                 | Estadual (Condephaat)                   | Conjunto arquitetônico centenário erguido em alvenária de tijolos. Trata-se do último conjunto de edifícios remanescentes da rede de apoio ao sistema de bondes da cidade de São Paulo. A edificação também abrigou a garagem de tróleibus da Companhia Municipal de Transportes Coletivos (CMTC). O tombamento engloba o edifício principal junto à Avenida Celso Garcia, os muros de delimitação do terreno, o galpão da garagem, oficinas de apoio, escritórios, valetas de inspeção de veículos, o edifício que abrigava o pessoal da emergência, a caixa d'água e a antiga torre de incêndio. |
|               | Estádio Nicolau Alayon                                                                     | 2017              | Barra Funda                                   | Estádio de futebol                                         |                                         | O tombamento incide em virtude da relevância do estádio para a memória do futebol paulista do começo do século XX. |
|               | Galpões da Mooca                                                                           | 2007              | Mooca                                         | Edificação                                                 |                                         | Conjunto industrial e de assentamentos operários remanescentes do entorno da Estação Ferroviária da Mooca, testemunhos da ocupação original no distrito entre o fim do século XIX e o começo do século XX. O tombamento engloba dezenas de galpões, armazéns e depósitos situados no perímetro formado pelas Ruas Borges de Figueiredo, Monsenhor João Felipo, Avenida Presidente Wilson e Viaduto São Carlos. |
|               | Grupo Escolar Campos Salles (sede do Museu Mabe)                                           | 2014              | Liberdade                                     | Edificação                                                 | Estadual (Condephaat)                   | Unidade integrante do conjunto de 126 escolas erguidas pelo governo paulista durante a Primeira República. O edifício foi projetado por G.B. Maroni e inaugurado em 1911. O edifício serve de sede ao Museu Manabu Mabe atualmente. |
|               | Hospital e Maternidade Humberto I                                                          | 2014              | Bela Vista                                    | Edificação                                                 | Estadual (Condephaat)                   | Em 1878, foi criada a "Societá Italiana de Beneficenza in San Paolo", associação que tinha por objetivo prestar assistência médica a imigrantes italianos, subsidiada em grande parte por famílias de empresários de origem italiana, tais como os Crespi, Pignatari, Gamba, Falchi e, sobretudo, os Matarazzo. Em 1904, a associação inaugurou seu hospital, oficialmente denominado "Humberto Primo", mas popularmente conhecido como "Hospital Matarazzo". O núcleo original foi projetado por Giulio Micheli e ampliado entre 1904 e 1974, totalizando um conjunto de dez edifícios. O hospital encerrou as atividades em 1993. |
|               | Hospital Emílio Ribas                                                                      | 2005              | Jardim Paulista                               | Edificação                                                 |                                         | O tombamento engloba duas edificações (o antigo Pavilhão de Classe, atual Casa Rosada, e Pavilhão n°. 2, sede da biblioteca) e o portão original, remanescentes do antigo Hospital de Isolamento da Cidade de São Paulo, atual Hospital Emílio Ribas. |
|               | Igreja da Ordem Terceira de Nossa Senhora do Carmo                                         | 1992              | Sé                                            | Edificação e acervo                                        | Federal (Iphan)                         | Erguida em taipa de pilão entre os anos de 1747 e 1758 como uma capela contígua à Igreja de Nossa Senhora do Carmo, demolida em 1928. O templo foi parcialmente reconstruído em 1929. O tombamento engloba a parte da edificação erguida no século XVIII, sobretudo a frontaria, nave, capela-mor, sacristia, biblioteca e o acervo artístico, incluindo as pinturas de Frei Jesuíno do Monte Carmelo e os painéis do antigo Recolhimento de Santa Teresa. |
|               | Igreja das Chagas do Seráfico Pai São Francisco                                            | 1991              | Sé                                            | Edificação e acervo                                        | Estadual (Condephaat)                   | Erguida pela Venerável Ordem Terceira de São Francisco da Penitência, a Igreja das Chagas do Seráfico Pai São Francisco foi inaugurada em 1787, no mesmo terreno onde frei João de São Francisco construíra a primitiva capela da Ordem Terceira, em 1676. Erguida em taipa de pilão com embasamento em pedra, possui interior bem conservado, com retábulos laterais e talhas em estilo rococó, além de pinturas do século XVIII e a Capela de Nossa Senhora da Conceição, onde se encontra o antigo retábulo executado por Luiz Rodrigues Lisboa na década de 1730. |
|               | Igreja de Nossa Senhora da Boa Morte                                                       | 1991              | Sé                                            | Edificação e acervo                                        | Estadual (Condephaat)                   | Inaugurada em 1810, em um terreno adquirido junto a Joaquim de Sousa Ferreira na Rua do Carmo, e mantida pela Irmandade de Nossa Senhora da Boa Morte (fundada em 1728, tendo como principal característica a admissão de membros de todas as classes sociais), a igreja é edificada em taipa de pilão e construção modesta. O interior dispõe de capela-mor com tribunas e altar com imagem de Nossa Senhora da Boa Morte, talhas em estilo rococó e neoclássico. |
|               | Igreja de Nossa Senhora do Rosário dos Homens Pretos da Penha de França                    | 1991              | Penha                                         | Edificação e acervo                                        | Estadual (Condephaat)                   | A igreja provavelmente foi erguida no início do século XIX, em taipa de pilão. Possui estilo simples, com nave única, capela-mor, galeria lateral e sacristia. A torre e o frontão foram adicionados no fim do século XIX e em 1920 foi construído um anexo. |
|               | Igreja de Santo Antônio                                                                    | 1991              | Sé                                            | Edificação e acervo                                        | Estadual (Condephaat)                   | Uma das mais antigas igrejas da cidade de São Paulo, fundada ainda no século XVI. Abrigou os franciscanos partir de 1639, até construção do convento da ordem, e no século XVIII, enquanto esteve subordinada à Irmandade de Nossa Senhora do Rosário dos Homens Brancos, a igreja foi praticamente reconstruída. Em 1899, em função das obras viárias conduzidas pela prefeitura, a torre foi demolida e a fachada reconstruída em estilo neoclássico. O interior é ricamente adornado, destacando-se os retábulos barrocos em madeira entalhada. |
|               | Igreja de São Cristóvão                                                                    | 1991              | Bom Retiro                                    | Edificação e acervo                                        | Estadual (Condephaat)                   | Conjunto arquitetônico erguido em meados do século XIX, em taipa de pilão, a partir de doações angariadas pelo bispo Dom Antônio Joaquim de Melo. É constituído pelo Seminário Episcopal e pela Igreja de São Cristóvão. A fachada atual da igreja, em estilo neoclássico, data do do início do século XX. O seminário, por sua vez, teve sua ala esquerda demolida, descaracterizando o conjunto. |
|               | Igreja de São Francisco de Assis da Venerável Ordem dos Frades Menores                     | 1991              | Sé                                            | Edificação e acervo                                        | Estadual (Condephaat)                   | Operando no Brasil desde o século XVI, a Ordem de São Francisco iniciou a construção da sua igreja e convento em 1642, em terreno doado pela Câmara de São Paulo, no atual Largo de São Francisco. A inauguração ocorreu em 1647 e, em meados do século XVIII, a igreja passou por uma grande reforma, ganhando as características externas atuais, de inspiração barroca. O convento, atingido por um incêndio no século XIX, foi demolido em 1932, sendo erguido em seu lugar o edifício da Faculdade de Direito da Universidade de São Paulo. |
|               | Igreja de São Gonçalo                                                                      | 1991              | Sé                                            | Edificação e acervo                                        | Estadual (Condephaat)                   | Erguida no século XVIII pela Irmandade de Nossa Senhora de Conceição e de São Gonçalo, no antigo Largo da Cadeia (atual Praça João Mendes). Sofreu diversas modificações durante a segunda metade do século XIX. Possui interior decorado com numerosas talhas, afrescos e retábulos, muitas das quais originárias de outras igrejas. |
|               | Igreja de São Miguel                                                                       | 1991              | São Miguel Paulista                           | Edificação e acervo                                        | Estadual (Condephaat); Federal (IPHAN)  | Construída em técnica de taipa de pilão e cobertura em duas águas, foi inaugurada em 1622 (conforme data inscrita na verga da porta principal), no mesmo terreno onde se erguera a capela primitiva, em 1580, de propriedade de jesuítas. Sofreu reparos em 1691, por determinação do conselheiro Diogo Barbosa Rego, e, no século XVIII, teve o pé-direito da ampliado de quatro para seis metros. Na decoração do interior, destacam-se as peças torneadas de jacarandá. A igreja foi restaurada pelo IPHAN entre 1939 e 1940, sob direação de Luís Sala. |
|               | Igreja de São Sebastião da Ilha do Bororé e cruzeiro                                       | 2013              | Grajaú                                        | Edificação                                                 |                                         | Localizada na Ilha do Bororé, em meio à Represa Billings, a Igreja de São Sebastião foi construída em 1904, em estilo eclético e execução de caráter popular. É o único templo católico da ilha. |
|               | Igreja do Bom Jesus do Brás                                                                | 2014              | Brás                                          | Edificação e acervo                                        |                                         | A Igreja do Bom Jesus do Brás foi erguida entre 1896 e 1903, no mesmo local onde fora construída a capela original, no início do século XIX. O projeto é dos engenheiros Emílio e Ricardo Ambauer Calcagno e do arquiteto Jorge Krug, com adições feitas na década de 1940 pelo arquiteto Giuseppe Sacchetti. O interior é decorado com murais e pinturas de Arnaldo Mecozzi, Carlos Oswald e Waldemar Cordeiro. O tombamento engloba o órgão francês Cavaille-Coll, situado no coro, o conjunto de quadros da Via Sacra e os púlpitos da nave central. |
|               | Imóveis do complexo da Companhia Nitro Química                                             | 2012              | São Miguel Paulista                           | Edificação                                                 |                                         | Primeira fábrica de seda sintética da América Latina, a Companhia Nitro Química Brasileira foi instalada em 1937 no distrito de São Miguel Paulista, impulsionando a ocupação e a produção fabril da Zona Leste de São Paulo. A empresa se destacou, no contexto do ativismo dos movimentos operários em prol de direitos trabalhistas, pelo pioneirismo na oferta de benefícios aos funcionários, tais como a vila operária, a escola profissional, os clubes esportivos e recreativos. O tombamento incide sobre as chaminés das caldeiras, a casa de força, a portaria principal e o antigo refeitório. |
|               | Imóveis na Avenida Paulista, nº. 1853 e 1919                                               | 1992              | Jardim Paulista                               | Edificação / Patrimônio natural                            | Estadual (Condephaat)                   | Conjunto composto pelo Casarão Joaquim Franco de Melo e pela mata mata remanescente da antiga Vila Fortunata (já demolida), onde hoje está instalado o Parque Mário Covas. A residência de Franco de Melo, erguida em 1905, em estilo eclético, é um dos últimos remanescentes dos casarões luxuosos da primeira fase de ocupação da Avenida Paulista, após o loteamento feito no fim do século XIX por Joaquim Eugênio de Lima. |
|               | Imóveis na Rua Berta                                                                       | 1991              | Vila Mariana                                  | Edificação                                                 |                                         | Conjunto de sobrados construídos por Gregori Warchavchik, em 1929. O tombamento engloba, além dos imóveis, o traçado da Rua Berta e a vegetação de porte arbóreo. |
|               | Imóveis na Rua Caio Prado, nº. 79, 211 e 225                                               | 2016              | Consolação                                    | Edificação                                                 |                                         | O tombamento engloba três edificações em estilo eclético, construídas na década de 1920 e remanescentes da primeira fase de ocupação do bairro da Consolação — exemplificando a arquitetura residencial típica das chácaras existentes nessa região no início do século XX. |
|               | Imóveis na Rua Carlos Vicari, nº. 205 e 211                                                | 2012              | Lapa                                          | Edificação                                                 |                                         | Instalações da antiga Fábrica de Torrefação de Café e Refinaria de Açúcar Santa Efigênia, um dos poucos exemplares arquitetônicos remanescentes do período de industrialização ocorrido no fim da década de 1920 nessa região da cidade. |
|               | Imóvel na Avenida Brigadeiro Luís Antônio, nº. 42                                          | 1988              | Sé                                            | Edificação                                                 |                                         | Exemplar tipológico das "casas de aluguel" do início do século XX, integrante do conjunto arquitetônico do Largo de São Francisco. |
|               | Imóvel na Avenida Brigadeiro Luís Antônio, nº. 826 (Castelinho da Brigadeiro)              | 1991              | Bela Vista                                    | Edificação                                                 | Estadual (Condephaat)                   | Projeto do arquiteto italiano Giuseppe Sachetti, encomendado por Cláudio de Sousa, um dos proprietários da Vila Economizadora, o imóvel foi construído entre 1907 e 1911, em alvearia de tijolos. Constitui um raro exemplar da arquitetura residencial em estilo art nouveau' na cidade de São Paulo. |
|               | Imóvel na Rua Cardoso de Almeida, nº. 716                                                  | 2011              | Perdizes                                      | Edificação                                                 |                                         | Imponente residência neocolonial erguida no início do século XX, um dos raros remanescentes dessa tipologia arquitetônica ainda existentes na região. |
|               | Imóvel na Rua Cincinato Braga, 434                                                         | 2005              | Bela Vista                                    | Edificação                                                 |                                         | Significativo exemplar remanescente da arquitetura residencial de alto padrão do início do século XX na região da Bela Vista. Destaca-se o acabamento dos interiores, o desenho das escadarias e a fachada de pedras. |
|               | Imóvel na Rua Nestor Pestana, nº. 163                                                      | 2013              | República                                     | Edificação                                                 |                                         | Residência em estilo cottage erguida no início do século XX, notabilizada pela preservação integral de suas características arquitetônicas originais. |
|               | Imóvel na Rua Nova Prata, nº. 48 (ou "Casa do Imperador")                                  | 2009              | Vila Maria                                    | Edificação                                                 |                                         | Imóvel em estilo neocolonial localizado em terreno outrora pertencente ao Sítio Bela Vista, propriedade rural que deu origem ao bairro de Vila Maria, datado do início do século XX. |
|               | Imóvel na Rua São Bento (Residência de Elias Pacheco Chaves)                               | 1991              | Sé                                            | Edificação                                                 | Estadual (Condephaat)                   | Erguido em 1881, para servir de residência à família do cafeicultor Elias Pacheco Chaves, o sobrdo possui três pavimentos e é um dos primeiros edifícios construídos em alvenaria de tijolos na cidade. Quando a família Chaves se mudou para o Palácio dos Campos Elísios, o edifício tornou-se sede da empresa Prado Chaves & Cia. Ltda. Pertenceu posteriormente à família Portella, que a sublocou a vários inquilinos. A fachada foi refeita em 1885, em estilo neoclássico, segundo desenho do arquiteto italiano Cláudio Rossi. |
|               | Indústrias Reunidas Francisco Matarazzo - edifícios e duas locomotivas Davenport da IRFM   | 1991              | Barra Funda                                   | Edificação e acervo                                        | Estadual (Condephaat)                   | Conjunto fabril erguido por volta de 1920, representativo das grandes instalações industriais integradas ao sistema ferroviário, consiste em um marco da expansão urbana na direção da Zona Oeste da Cidade de São Paulo. O tombamento engloba diversas edificações do conjunto (nomeadamente a Casa das Caldeiras), bem como as chaminés, os remanescentes do ramal ferroviário e duas locomotivas fabricadas pela Davenport. |
|               | Instituições assistenciais e de ensino do Ipiranga                                         | 2007              | Ipiranga                                      | Edificação                                                 |                                         | O tombamento engloba doze instituições localizadas na Avenida Nazaré e entorno. Além do antigo Noviciado Nossa Senhora das Graças, retratado na imagem, estão tombados: o Educandário Sagrada Família, o Internato Nossa Senhora Auxiliadora, o antigo Grupo Escolar São José, o Instituto Cristóvão Colombo, o Seminário João XXIII, a Clínica Infantil do Ipiranga, o Seminário Central do Ipiranga, o Instituto Padre Chico, o antigo Juvenato Santíssimo Sacramento, o Instituto Maria Imaculada e o Colégio São Francisco Xavier. |
|               | Instituto Biológico                                                                        | 2014              | Vila Mariana                                  | Edificação                                                 | Estadual (Condephaat)                   | Erguido na década de 1930, em estilo art déco e arquitetura monumental, segundo projetado de Mário Whately. É sede do Instituto Biológico, criado pelo governo paulista em 1928 ,com o objetivo de debelar pragas agrícolas. O tombamento engloba a sede, a garagem, o biotério, o insetário, as estufas de vidro, o Museu do Instituto Biológico, o jardim frontal, o cafezal, o arruamento interno, entre outros elementos do conjunto arquitetônico. |
|               | Instituto Butantan                                                                         | 1991              | Butantã                                       | Conjunto arquitetônico e paisagístico                      | Estadual (Condephaat)                   | Criado em 1901 para combater doenças epidêmicas, foi inicialmente dirigido por Vital Brazil. O nome deriva da antiga Fazenda Butantan, área de 400 hectares, distando nove quilômetros do centro da cidade, adquirida pelo governo do estado para sediar o instituto. Produz soros e pesquisas em biomedicina, protozoologia e bacteriologia. O conjunto possui hoje 27 alqueires e 47 prédios, alguns dos quais de importância arquitetônica ou histórica, tais como a antiga sede da fazenda, o prédio principal em estilo art nouveau, o Pavilhão Lemos Monteiro, etc. |
|               | Instituto Oscar Freire                                                                     | 1991              | Jardim Paulista                               | Edificação                                                 | Estadual (Condephaat)                   | A Cadeira de Medicina Legal da Faculdade de Medicina da Universidade de São Paulo foi criada em 1918 pelo doutor Oscar Freire, funcionando a princípio no antigo Instituto de Higiene, na Rua Brigadeiro Tobias. Em 1931, foi transferido para sua sede definitiva, projetada pelo escritório de Ramos de Azevedo. Atualmente o edifício é utilizado pelo Departamento de Medicina Legal, Ética Médica e Medicina Social do Trabalho e pelo Centro de Estudos e Atendimento Relativo ao Abuso Sexual, além de sediar cursos de pós-graduação e de especialização. |
|               | Jardim da Luz                                                                              | 1991              | Bom Retiro                                    | Conjunto arquitetônico e paisagístico                      | Estadual (Condephaat)                   | Originalmente concebido como jardim botânico, o Jardim da Luz é o mais antigos parque público de São Paulo. Suas obras foram iniciadas em 1799 e a inauguração ocorreu em 1825. A partir de 1838, o local passou por diversas remodelações, com a inclusão das grades de ferro e a adição de uma nova coleção de plantas. Na segunda metade do século XIX, parte da terreno do parque foi desmembrada para a construção da estação ferroviária e do prédio do Liceu de Artes e Ofícios, ocasionando prejuízo à sua simetria original e a redução do arvoredo. |
|               | Largo da Memória                                                                           | 1991              | República                                     | Conjunto arquitetônico e paisagístico                      | Estadual (Condephaat)                   | Antigo Largo do Piques, o logradouro era o ponto de concentração dos tropeiros que chegavam à cidade vindos de vários pontos do território paulista. Em 1814, Daniel Pedro Müller, responsável pela abertura da Estrada do Piques, projetou o Obelisco do Piques, em colaboração com o pedreiro Mestre Vicentinho, como homenagem ao triunvirato que governava a cidade. Posteriormente, foi construído o Chafariz do Piques, extinto em 1872. EM 1919, como parte das comemorações do Centenário da Independência, o arquiteto Victor Dubugras reformou o largo, conferindo-lhe aspecto neocolonial e reintroduzindo o chafariz, decorado com azulejos pintados por José Wasth Rodrigues. |
|               | Marco de limite entre o Município de São Paulo e o antigo Município de Santo Amaro         | 2013              | Vila Sônia                                    | Infraestrutura ou equipamento urbano                       |                                         | Localizado na antiga Estrada Nº. 5 (atual Avenida Professor Francisco Morato), delimitava a divisa entre os municípios de São Paulo e Santo Amaro (esse último incorporado à capital paulista na década de 1930). Integra um conjunto de marcos rodoviários instalados na cidade durante a gestão de Washington Luís, a partir da proposta desenvolvida pelo engenheiro francês Edmond‐Théodore Lorieux e apresentada no 3º Congresso Internacional de Estradas de Rodagem (Londres, 1913), versando sobre a demarcação dos limites entre municípios, distâncias quilométricas e tinierários entre as zonas central, urbana, suburbana e rura da cidade de São Paulo. |
|               | Marco quilométrico da Vila Mariana                                                         | 2013              | Vila Mariana                                  | Infraestrutura ou equipamento urbano                       |                                         | Marco quilométrico localizado na antiga Estrada Nº. 4, ou Estrada de Santo Amaro (atual Rua França Pinto). Integra um conjunto de marcos rodoviários instalados na cidade durante a gestão de Washington Luís. |
|               | Marco rodoviário do Ipiranga                                                               | 2013              | Ipiranga                                      | Infraestrutura ou equipamento urbano                       |                                         | Marco quilométrico localizado na antiga Estrada Nº. 3, ou Estrada de Santos (atual Rua Silva Bueno). Integra um conjunto de marcos rodoviários instalados na cidade durante a gestão de Washington Luís. |
|               | Mausoléu do Soldado Constitucionalista                                                     | 1991              | Moema                                         | Edificação                                                 | Estadual (Condephaat)                   | Monumento de autoria do escultor Galileo Emendabili e do arquiteto Mario Pucci, escolhido em concurso público, por uma comissão presidida por Benedito Montenegro, para homenagear os soldados constitucionalistas mortos durante a Revolução de 1932. A construção do monumento, composto por obelisco com 81 metros de altura e cripta, foi iniciada somente na década de 1950. A construção empregou grande volume de materiais nobres importados, sobretudo italianos, como mármore travertino, mármore de Carrara e mosaicos venezianos. |
|               | Memorial da América Latina                                                                 | 2012              | Barra Funda                                   | Conjunto arquitetônico e paisagístico                      | Estadual (Condephaat)                   | Inaugurado em 1989, foi criado a partir de projeto de Darcy Ribeiro visando divulgar e integrar as manifestações culturais dos povos latino-americanos. É composto por um conjunto de edificações de usos múltiplos, desenhados pelo arquiteto Oscar Niemeyer. |
|               | Moinho Matarazzo e Tecelagem Mariângela                                                    | 1992              | Brás                                          | Edificação                                                 |                                         | Imóveis fabris que pertenceram ao Conde Francisco Matarazzo. O Moinho Matarazzo (na imagem), inaugurado em 1900 junto à linha férrea da São Paulo Railway e financiado pelo London Bank, foi a primeira fábrica do Grupo Matarazzo instalada em São Paulo. A Tecelagem Mariângela, por sua vez, foi inaugurada em 1904. |
|               | Monumento às Bandeiras                                                                     | 1991              | Moema                                         | Bem móvel ou integrado                                     | Estadual (Condephaat)                   | Obra do escultor modernista Victor Brecheret, executada com 250 blocos de granito, em homenagem aos bandeirantes paulistas. Sua construção foi iniciada em 1936, mas interrompida por longos períodos até a conclusão em 1953. |
|               | Mosteiro da Imaculada Conceição da Luz                                                     | 1991              | Bom Retiro                                    | Edificação e acervo                                        | Estadual (Condephaat); Federal (IPHAN)  | A ermida original, erguida em taipa ainda no fim do século XVI, era utilizada pelos fiéis e viajantes em viagem pela "estrada real" ao longo dos Campos do Guaré. Permaneceu em uso até 1729, sendo então gradualmente abandonada. Em 1774, por iniciativa da irmã Helena Maria do Sacramento e de Frei Antônio de Sant'Ana Galvão, a capela foi reformada e ampliada e o atual mosteiro foi construído, segundo projeto do próprio Frei Galvão. A ala esquerda do convento abriga, desde 1970, o Museu de Arte Sacra de São Paulo. O mosteiro, inteiramente erguido em taipa de pilão é o mais importante exemplar da arquitetura colonial do século XVIII em território paulista, notabilizando-se por conservar todas as características arquitetônicas originais. |
|               | Mosteiro de Teresa de Ávila                                                                | 2014              | Saúde                                         | Edificação e acervo                                        |                                         | Conjunto arquitetônico em estilo neocolonial, projetado por Leandro Dupré entre 1946 e 1948, para abrigar a Ordem das Carmelitas Descalças. O conjunto é decorado com vitrais da Casa Conrado e um conjunto de acervo de pinturas, esculturas e ornatos barrocos. |
|               | Museu de Arte de São Paulo (MASP)                                                          | 1991              | Bela Vista                                    | Edificação                                                 | Estadual (Condephaat); Federal (IPHAN)  | Fundado em 1947 por Assis Chateaubriand e funcionando inicialmente nas dependências dos Diários Associados, o MASP foi transferido para sua sede no terreno do antigo Belvedere Trianon, na Avenida Paulista, em 1968. Projetado por Lina Bo Bardi e considerado um dos ícones da arquitetura brutalista brasileira, o edifício tem como particularidade bloco superior suspenso a oito metros do chão, por meio de quatro pilastras, resultando em um vão livre superior a 70 metros. O partido arquitetônico visava obedecer às exigências legais para construção do terreno, incluindo a não obstração da vista do belvedere. |
|               | Museu Lasar Segall                                                                         | 2016              | Vila Mariana                                  | Edificação                                                 |                                         | Inaugurado em 1967, o Museu Lasar Segall foi instalado na residência e ateliê do pintor modernista Lasar Segall, edificação projetada por Gregori Warchavchik em 1932. |
|               | Núcleo original da Freguesia do Ó                                                          | 1992              | Freguesia do Ó                                | Conjunto urbano                                            |                                         | Um dos mais antigos bairros de São Paulo, fundado nas terras que pertenciam ao bandeirante Manuel Preto. O tombamento incide sobre o núcleo original do bairro, abrangendo o traçado urbano, ruas, praças e imóveis, nomeadamente a Igreja de Nossa Senhora do Ó. |
|               | Painéis de Di Cavalcanti e áreas do Edifício Triângulo                                     | 2004              | Sé                                            | Edificação / Bem móvel ou integrado                        |                                         | Construído por encomenda do Banco Nacional Imobiliário, o Edifício Triângulo foi projetado por Oscar Niemeyer e Carlos Lemos e inaugurado em 1955. O tombamento incide sobre as dependências internas, o hall do edíficio e o painel de pastilhas executado por Di Cavalcanti que decora a entrada principal. |
|               | Palácio da Agricultura                                                                     | 2014              | Moema                                         | Edificação                                                 |                                         | Projetado por Oscar Niemeyer e inaugurado em 1954 para sediar o Palácio da Agricultura. Entre 1959 e 2008, serviu de sede ao Departamento Estadual de Trânsito de São Paulo (Detran). Desde 2012, abriga parte do acervo do Museu de Arte Contemporânea da USP. |
|               | Palácio da Justiça                                                                         | 1991              | Sé                                            | Edificação                                                 | Estadual (Condephaat)                   | Edifício projetado por Domiziano Rossi, colaborador de Ramos de Azevedo, para abrigar o Tribunal de Justiça do Estado de São Paulo. As obras foram iniciadas em 1920 e a inauguração ocorreu em 1933. O edifício é dotado de cinco pavimentos e marcado pela suntuosidade e pela rica decoração dos interiores, marcados pela grande quantidade revestimentos em mármore de Carrara, mármore amarelo português, granito rosa, painéis, murais e vitrais. |
|               | Paróquia São Geraldo das Perdizes                                                          | 2013              | Perdizes                                      | Edificação e acervo                                        |                                         | Criada por decreto de Dom Duarte Leopoldo e Silva, em 1914. A atual sede da matriz paroquial, concebida em estilo bizantino-romântico, data de 1932. Abriga em seu campanário o chamado "sino da independência", que badalou na antiga Sé de São Paulo no dia 7 de setembro de 1822, anunciando a independência do Brasil de Portugal. |
|               | Parque da Independência                                                                    | 1991              | Ipiranga                                      | Conjunto arquitetônico e paisagístico                      | Estadual (Condephaat); Federal (IPHAN)  | Conjunto composto pelo edifício do Museu Paulista, a Casa do Grito, o Museu de Zoologia, viveiro de plantas, jardins e áreas arborizadas. O edifício-monumento que abriga o Museu Paulista (ou "do Ipiranga") foi projetado por Tommaso Gaudenzio Bezzi e teve sua construção iniciada em 1885. |
|               | Parque do Ibirapuera e áreas residenciais adjacentes                                       | 1997              | Moema                                         | Conjunto arquitetônico e paisagístico                      | Estadual (Condephaat)                   | Expressiva área verde, com aproximadamente 1.600.000 metros quadrados, correspondente originalmente a uma área de várzea irrigada pelos córregos do Sapateiro e Caaguaçu. Em 1927, a área foi terraplanada e em seguida utilizada para o plantio de árvores, passando a abrigar, a partir de 1927, o Viveiro Manequinho Lopes, responsável por produzir mudas para utilização no paisagismo e arborização urbana. Na década de 1950, como parte das comemorações do IV Centenário da cidade de São Paulo, o local foi utilizado para a instalação do Parque do Ibirapuera, inaugurado em 1954. Abriga um conjunto de edifícios interligados por uma grande marquise projetados por Oscar Niemeyer, projeto paisagístico de Burle Marx, e outras edificações como o Planetário, o Instituto de astrofísica e o Pavilhão Japonês, além de áreas destinadas à prática de esportes, equipamentos de lazer e serviços. |
|               | Parque Doutor Fernando Costa                                                               | 2004              | Barra Funda                                   | Conjunto arquitetônico e paisagístico                      | Estadual (Condephaat)                   | Popularmente chamado de "parque da Água Branca", foi inaugurado em 1929, em terreno permutado entre a prefeitura paulistana e o governo do estado. Possui mais de 126 mil metros quadrados de área e é equipado com dependências destinadas às exposições de animais e pesquisas, além de tanques para peixes, aviário, caramanchão, etc. As primeiras construções do parque, em estilo normando, foram projetadas por Mário Whately e decoradas com vitrais de Antônio Gomide. |
|               | Parque Estadual do Jaraguá                                                                 | 1992              | Anhanguera, Jaraguá                           | Patrimônio natural                                         | Estadual (Condephaat); Mundial (Unesco) | Reserva de Mata Atlântica com área superior a 492 hectares, onde se localiza o Pico do Jaraguá — ponto culminante do município de São Paulo, com 1.135 metros de altura. Foi inaugurado em 1961, em área da antiga Fazenda Jaguaré, desapropriada pelo governo paulista em 1940. O tombamento engloba, além do patrimônio natural, bens de caráter histórico, como o Casarão do Afonso Sardinha. |
|               | Parque Tenente Siqueira Campos (ou Parque Trianon)                                         | 1991              | Jardim Paulista                               | Patrimônio natural                                         | Estadual (Condephaat)                   | A área correspondente ao Parque Tenente Siqueira Campos e ao Museu de Arte de São Paulo foi adquirida por José Ferreira de Figueiredo em 1892, por ocasião do loteamento da antiga Chácara Bela Cintra, efetuado por Joaquim Eugênio de Lima. Em 1907, a propriedade foi vendida para Francisco Matarazzo, que por sua vez a transferiu para a prefeitura, para que ali fossem instalados o Belvedere Trianon e o Jardim Público, inaugurado em 1918. O parque e o belvedere tornaram-se ponto de encontro da elite financeira e política do estado, mas o local entrou em decadência após a crise de 1929, ficando abandonado até 1968, quando foi restaurado por Burle Marx. |
|               | Pinacoteca do Estado de São Paulo                                                          | 1991              | Bom Retiro                                    | Imóvel                                                     | Estadual (Condephaat)                   | Construído em terreno desmembrado do Jardim da Luz, doado pelo governo paulista em 1897, o edifício foi inaugurado em 1905, para abrigar o Liceu de Artes e Ofícios de São Paulo e a Pinacoteca do Estado, o mais antigo museu paulista. Ramos de Azevedo é o autor do projeto do edifício, erguido em alvenaria de tijolos e estilo neoclássico e acabamento interno em materiais nobres, como pisos de mármore, portas em madeira trabalhada e lajotas cerâmicas. O exterior permanece inacabado, sem o reboco. O edifício foi restaurado e adaptado ao uso museológico por Paulo Mendes da Rocha na década de 1990. |
|               | Portal de pedra (do antigo Presídio Tiradentes)                                            | 1991              | Bom Retiro                                    | Infraestrutura ou equipamento urbano                       | Estadual (Condephaat)                   | Criada em 1825, a Casa de Correição, futuro Presídio Tiradentes, foi a segunda cadeia pública de São Paulo, que até então contava apenas com a cadeia sediada no Paço Municipal. O presídio recebeu presos políticos durante o Estado Novo e foi utilizado como centro de detenção e repressão pelo regime militar contra seus opositores, após o golpe de Estado de 1964. O presídio foi demolido em 1972, durante as obras do metrô, restando apenas o arco em pedra da antiga entrada, datado dos anos 1930. |
|               | Quadras adjacentes à area da City Lapa                                                     | 2015              | Lapa                                          | Conjunto urbano                                            |                                         | O tombamento incide sobre as quadras adjacentes ao perímetro da área conhecida como City Lapa (tombada desde 2009), igualmente integrantes do projeto original de Barry Parker para para a Companhia City, executado na década de 1920 |
|               | Quartel da Luz                                                                             | 1991              | Bom Retiro                                    | Edificação                                                 | Estadual (Condephaat)                   | Conjunto arquitetônico em estilo eclético, erguido em alvenaria de tijolos. Foi projetado por Ramos de Azevedo e inaugurado em 1892. Possui planta simétrica, com quatro alas voltadas para o pátio interno e, na área externa, uma chaminé contemporânea ao edifício. |
|               | Quartel do Segundo Batalhão de Guardas                                                     | 1991              | Sé                                            | Edificação                                                 | Estadual (Condephaat)                   | Localizado no Parque Dom Pedro II, o prédio inicialmente foi sede da Chácara dos Fonseca, funcionando posteriormente como Seminário de Educandas. Entre 1862 e 1903, abrigou o Hospício dos Alienados. Finalmente, em 1906, passou a ser utilizado como quartel, ocasião em que ocorreram as reformas e adaptações da edificação ao novo uso. O corpo principal do edifício, datado de 1842, foi acrescido de duas alas laterais, nas últimas décadas do século XIX, e de um terceiro anexo interligando as alas laterais, já no século XX. |
|               | Relógio de Nichile                                                                         | 1992              | Sé                                            | Infraestrutura ou equipamento urbano                       |                                         | Localizado na Praça Antônio Prado desde 1935, o Relógio de Nichile é o último exemplar dos relógios públicos fabricados pela companhia Michelini e instalados no centro da cidade por Octávio de Nichile, com fins publicitários. O relógio é feito em ferro e granito e possui oito metros de altura. |
|               | Remanescentes da antiga Estação do Brás da São Paulo Railway                               | 1991              | Brás                                          | Edificação                                                 | Estadual (Condephaat)                   | Estação da São Paulo Railway, primeira ferrovia do estado de São Paulo, ligando o Planalto Paulista ao litoral, construída com capital inglês em meados do século XIX. Projetada por James Fjord, foi inaugurada em 1897, em substituição à Parada Brás, que existia no mesmo local desde 1867. Diferencia-se das demais estações da linha pelo desenho da cobertura da plataforma, em estrutura metálica e dividida em módulos. |
|               | Residência Boris Fausto                                                                    | 2012              | Butantã                                       | Edificação                                                 |                                         | Residência do historiador Boris Fausto, foi projetada por Sérgio Ferro em 1961, em estilo brutalista. É considerada a primeira tentativa de emprego de peças pré-fabricadas industriais de porte no projeto de uma residência em São Paulo. |
|               | Reserva Estadual da Cantareira e Parque Estadual da Capital (Horto Florestal)              | 1992              | Brasilândia, Cachoeirinha, Mandaqui, Tremembé | Conjunto arquitetônico e paisagístico / Patrimônio natural | Estadual (Condephaat); Mundial (Unesco) | Criada no fim do século XIX visando garantir o abastecimento de água para a cidade de São paulo, a Reserva da Cantareira tem hoje 79 quilômetros quadrados, abrangendo quatro municípios (São Paulo, Mairiporã, Guarulhos e Caieiras). O tombamento engloba a Pedra Grande, batólito granítico que se eleva a 1.050 metros de altitude, a bomba d'água de 1906, movida a vapor e o Horto Florestal, criado por Albert Löfgren em 1898. |
|               | Reservatório do Araçá                                                                      | 2003              | Perdizes                                      | Edificação                                                 |                                         | Inaugurado em 1908, sofreu ampliações até 1924. O tombamento engloba a área verde no entorno. |
|               | Sede do antigo Sítio do Capão                                                              | 1991              | Vila Formosa                                  | Edificação                                                 | Estadual (Condephaat)                   | Também denominada "casa do regente Feijó". Residência bandeirista do século XVIII, em taipa de pilão, acrescida de uma camarinha em alvenaria de tijolos. As informações mais antigas sobre a área onde se localiza a residência são de 1698. O sítio provavelmente integrava a sesmaria de João Ramalho, como atestado pelo fato de que seus primeiros proprietários conhecidos eram herdeiros do explorador. Em 1829, foi adquirido pelo padre Diogo Antônio Feijó. Em 1911, tornou-se patrimônio do Lar Anália Franco, instituição beneficente dedicada a abrigar crianças órfãs e abandonadas e ex-prostitutas. |
|               | Sede do antigo Sítio Itaim                                                                 | 1991              | Itaim Bibi                                    | Edificação                                                 | Estadual (Condephaat)                   | Casa bandeirista de meados do século XVIII, em taipa de pilão. Sede do Sítio Itaim, registrado em 1846 como propriedade de Anna Joaquina Duarte Ferraz. Comprado pelo general Couto de Magalhães no fim do século XIX, o sítio teve sua área ampliada pela aquisição dos terrenos vizinhos. O sobrinho do general, Leopoldo Couto de Magalhães, vulgo "Bibi", iniciou o loteamento da área. O imóvel sediou o Abrigo de Santa Maria entre 1918 e 1921, quando foi comprado por Brasílio Marcondes Machado e transformado em sede do Sanatório Bela Vista. Abrigou o sanatório até 1980, sendo posteriormente abandonado. |
|               | Serra do Mar e de Paranapiacaba                                                            | 1992              | Marsilac, Parelheiros                         | Patrimônio natural                                         | Estadual (Condephaat); Mundial (Unesco) | O conjunto composto pelas Serras do Mar e de Paranapiacaba possui grande importância geológica, geomorfológica, hidrológica e paisagística, representando ainda um dos mais relevantes remanescentes da mata tropical nativa no estado de São Paulo, com ecossistemas representativos da fauna e da flora. Ao todo, 1,2 milhão de hectares estão tombados, abrangendo parques, reservas, áreas de proteção ambiental, morros isolados, ilhas e trechos de planícies litorâneas em diversos mun icípios. O tombamento pelo Conpresp abrange o trecho existente no extremo sul da cidade de São Paulo. |
|               | Sítio da Ressaca                                                                           | 1991              | Jabaquara                                     | Edificação                                                 | Estadual (Condephaat)                   | Residência rural em taipa de pilão, construída provavelmente em 1719, conforme data gravada na porta de entrada. Foi transformada em chácara no início do século XX pela família Cantarella. O terreno onde se encontra foi desapropriado durante as obras para instalação do pátio de manobras do metrô. |
|               | Sítio Mirim                                                                                | 1991              | Vila Jacuí                                    | Edificação / Ruína                                         | Estadual (Condephaat); Federal (IPHAN)  | Ignora-se a data de construção do imóvel, sendo o mais antigo registro datado de 1750, quando foi relacionado entre os bens do guarda-mor Francisco de Godoy Preto. Constitui um exemplar único no conjunto das casas bandeiristas, em função das inovações na disposição da planta (destituída de salão central, organizando-se em pequenos ambientes e com varanda em "L", ao longo de duas fachadas) e técnica construtiva (paredes de taipa relativamente delgadas, de até 50 cm de espessura, e telhados com dupla inclinação). Na década de 1940, a residência se encontrava em péssimo estado de conservação e, a partir de 1967, já em ruínas. |
|               | Sítio Morrinhos (ou Chácara de São Bento)                                                  | 1991              | Casa Verde                                    | Edificação                                                 | Estadual (Condephaat); Federal (IPHAN)  | Casa bandeirista do início do século XVIII, em taipa de pilão com acrescimentos em alvenaria de tijolos. Na verga da porta de entrada, consta a data "1702". Sua construção é atribuída ao minerador paulista José de Góis e Morais. Posteriormente, pertenceu aos beneditinos, sendo adquirido por Sebastião Camargo, em 1968. |
|               | Sítio Santa Luzia                                                                          | 1991              | Casa Verde                                    | Edificação                                                 | Estadual (Condephaat)                   | Residência em taipa de pilão, erguida provavelmente no século XIX. Pertenceu ao engenheiro Joaquim Eugênio de Lima. |
|               | Sobrado na Rua Florêncio de Abreu, nº. 111 (ou Residência de Marieta Teixeira de Carvalho) | 1991              | Sé                                            | Edificação                                                 | Estadual (Condephaat)                   | Sobrado dotado de dois pavimentos e porão, em alvenaria de tijolos, erguido por volta de 1885 para servir de residência do coronel Teixeira de Carvalho, próspero comerciante. O edifício constitui um importante exemplar remanescente da residência urbana da classe alta paulistana da segunda metade do século XIX. A casa e seus pertences permaneceram preservados até o ano de 1977, quando os herdeiros de Marieta Teixeira de Carvalho, filha do coronel, leiloaram seu espólio, incluindo objetos do século XVIII e mobiliário do Primeiro Império. |
|               | Sociedade Beneficente União Fraterna                                                       | 1994              | Lapa                                          | Edificação                                                 |                                         | Fundada em 1925, a Sociedade Beneficente União Fraterna é uma associação de caráter mutualista, objetivando, originalmente, prover aos trabalhadores serviços e auxílios sociais que não eram prestados pelo poder público. Sua sede, projetada por José Viandana, Ítalo Catalani e Ricieri Pinotti, foi inaugurada em 1934. O tombamento incide sobre todo o edifício, seus interiores, a área externa e os gradis de fechamento. |
|               | Sociedade Harmonia de Tênis                                                                | 1992              | Jardim Paulista                               | Edificação                                                 | Estadual (Condephaat)                   | Projeto vencedor do concurso promovido pela seccional paulista do Instituto de Arquitetos do Brasil, em 1964, para a nova sede to tradicional clube paulistano Harmonia. O edifício, idealizado por Fábio Penteado, Alfredo Paesani e Teru Tamaki, foi erguido em um lote de 20.000 metros quadrados e possui 2.500 metros quadrados de área construída. |
|               | Solar da Marquesa de Santos                                                                | 1991              | Sé                                            | Edificação                                                 | Estadual (Condephaat)                   | Erguido em taipa de pilão na segunda metade do século XVIII, o solar foi adquirido junto ao brigadeiro Joaquim José Pinto de Morais Leme pela marquesa de Santos, em 1834, que passou a utilizá-lo como residência. Em 1880, foi adquirido pela Mitra e transformado na sede do Palácio Episcopal e, em 1909, tornou-se propriedade da "The San Paulo Gas Company", até sua desapropriação pela prefeitura municipal. A fachada do edifício é posterior a 1860, em estilo neoclássico e partes da estrutura interna foram alteradas com demolições de paredes e reformas sucessivas. |
|               | Teatro Arthur Azevedo                                                                      | 1992              | Mooca                                         | Edificação                                                 |                                         | Projetado por Roberto Tibau, sob influência da escola carioca de arquitetura, e inaugurado em 1952, já foi considerado um dos mais modernos teatros da cidade. Foi também o primeiro do conjunto de teatros municipais regionais da cidade, fruto de uma política de descentralização da oferta de equipamentos culturais, seguido pelo Teatro João Caetano e pelo Teatro Paulo Eiró. Possui capacidade para 349 espectadores. |
|               | Teatro Brasileiro de Comédia                                                               | 1991              | República                                     | Edificação                                                 | Estadual (Condephaat)                   | Inaugurado em 1948 por iniciativa do industrial italiano Franco Zampari, com o objetivo inicial de fomentar e viabilizar o trabalho de grupos amadores, o Teatro Brasileiro de Comédia (TBC) passou a se destacar a partir da década de 1950 pela apresentação de peças de grandes autores, sobretudo internacionais, dirigidas por nomes como Ziembinski e Adolfo Celi, bem como pela revelação de immportantes talentes da dramaturgia brasileira, dentre os quais Cacilda Becker, Fernanda Montenegro, Nathalia Timberg e Paulo Autran. Encontra-se instalado em um edifício originalmente erguido para uso comercial e posteriormente adptado para uso como teatro, com 365 lugares. |
|               | Teatro Cultura Artística                                                                   | 2011              | República                                     | Edificação                                                 | Estadual (Condephaat)                   | Projetado por Rino Levi e construído entre 1942 e 1947, com financiamento da comunidade artística paulistana. Tornou-se um dos mais importantes espaços culturais da cidade nas décadas seguintes, contribuindo para a internacionalização da produção artística brasileira. A fachada é decorada por um painel mural feito pelo pintor Di Cavalcanti. Foi atingido por um incêndio em 2008 e posteriormente reformado. |
|               | Teatro João Caetano                                                                        | 1992              | Vila Mariana                                  | Edificação                                                 |                                         | Projeto de Roberto Tibau, foi inaugurado em 1952. Destacou-se por sediar espetáculos frequentes dos estudantes da Escola de Arte Dramática, além de atividades promovidas pelas escolas da região. É equipado com 438 lugares e palco de 96 metros quadrados. |
|               | Teatro Municipal de São Paulo                                                              | 1991              | República                                     | Edificação                                                 | Estadual (Condephaat)                   | Projetado em estilo eclético, com forte influência neoclássica, por Domiziano Rossi e Cláudio Rossi, e construído pelo escritório de Ramos de Azevedo. As obras foram iniciadas em 1903 e a inauguração ocorrem em 1911. O Teatro Municipal foi palco da Semana de Arte Moderna de 1922 e recepcionou alguns dos mais importantes músicos, artistas e orquestras sinfônicas do Brasil e do mundo ao longo do século XX. Edificado em alvenaria de tijolos, com estrutura de concreto armado e vigamento em ferro sustentando a cobertura e a cúpula, o edifício se destaca pela técnica avançada para sua época, bem como pelo interior ricamente adornado. |
|               | Teatro Oficina                                                                             | 1991              | República                                     | Edificação                                                 | Estadual (Condephaat)                   | Espaço cênico da companhia Teatro Oficina, fundada em 1958 por um grupo amador de estudantes da Faculdade de Direito da USP, que se notabilizou pela aquisição de prêmios e reação positiva da crítica teatral. A sede do grupo foi instalada no antigo edifício do Teatro Novos Comediantes, adaptado a princípio pelo arquiteto Joaquim Guedes, e serviu de palco nos anos sessenta pela apresentação de grupos experimentais inovadores, sobretudo pela linguagem cênica e na relação palco-plateia. Após um incêndio, em 1960, o edifício foi reformado por um projeto de autoria de Flávio Império e Rodrigo Lefèvre. Passou por nova renovação em 1968, a cargo de Lina Bo Bardi. |
|               | Teatro Paulo Eiró                                                                          | 1992              | Santo Amaro                                   | Edificação                                                 |                                         | Inaugurado em 1957, seguindo projeto de Roberto Tibau de 1952, para servir de polo cultural aos estabelecimentos educacionais, associações culturais, entidades esportivas e ao público interessado por manifestações artísticas na região. Comportando inicialmente 801 lugares, o teatro teve sua capacidade reduzida para 467 pessoas após modernização. Em frente ao edifício, encontra-se instalado o monumento "Homenagem às Artes", um mural de dezoito metros de largura por cinco metros de altura, em mosaico de cimento armado, pedra e mármore, executado pelo escultor Júlio Guerra em 1968. |
|               | Teatro São Pedro                                                                           | 1991              | Barra Funda                                   | Edificação                                                 | Estadual (Condephaat)                   | Construído pelo imigrante português Manoel Fernando Lopes, foi inaugurado em 1917. O edifício foi concebido em estilo eclético, com influência neoclássica e elementos art nouveau. Possuía, na época de sua inauguração, 28 frisas e 28 camarotes, balcões com mais de cem cadeiras e plateia com oitocentos assentos. O palco possuía um proscênio de quatro metros que se transformava em um poço para cinquenta músicos. Foi reformado e teve seu sistema acústico remodelado nos anos noventa. |
|               | Tendal da Lapa                                                                             | 2007              | Lapa                                          | Edificação                                                 |                                         | Conjunto arquitetônico em estilo art decó erguido em 1938, durante a gestão do prefeito Fábio Prado, pela empresa J. P. Urner, com a finalidade de centralizar a fiscalização das carnes comercializadas em São Paulo e coibir abusos de matadouros privados. Abriga um espaço cultural e diversas repartições públicas, nomeadamente a Subprefeitura da Lapa. |
|               | Terreiro de candomblé Axé Ilê Obá                                                          | 1992              | Jabaquara                                     | Edificação                                                 | Estadual (Condephaat)                   | Fundado inicialmente no Brás, por Caio Egydio de Souza Aranha, sob a denominação de Centro de Congregação Espírita Pai Jerônimo, foi posteriormente transferido para o Jabaquara. Desde 1977, ocupa uma nova sede com 400m², construída com fundos arrecadados pela comunidade. |
|               | Traçado urbano dos Jardins América, Europa, Paulista e Paulistano                          | 1991              | Jardim Paulista, Pinheiros                    | Conjunto urbano                                            | Estadual (Condephaat)                   | A região conhecida como Jardins é composta por quatro bairros projetados em 1915 pelos arquitetos ingleses Barry Parker e Raymond Unwin, por iniciativa da Companhia City. Trata-se da primeira experiência de urbanização nos moldes das chamadas "cidades-jardins" no Brasil. O tombamento engloba o traçado das ruas e praças, a vegetação e o padrão dos lotes. |
|               | Túmulo de Júlio Frank                                                                      | 1991              | Sé                                            | Bem móvel ou integrado                                     | Estadual (Condephaat)                   | Túmulo de Júlio Frank, professor da Faculdade de Direito do Largo de São Francisco, intelectual de inclinações liberais, abolicionista, republicano e fundador da sociedade secreta "Bucha". Frank faleceu em 1841, vitimado por uma pneumonia, mas, sendo protestante, não pôde ser enterrado nos cemitérios da cidade, todos católicos. Sensibilizados com a situação, colegas e alunos custearam a execução de um túmulo para sepultá-lo no pátio da faculdade. |
|               | Vila Economizadora                                                                         | 1991              | Bom Retiro                                    | Conjunto urbano                                            | Estadual (Condephaat)                   | Conjunto residencial operário, originalmente composto por 134 unidades, entre residências e armazéns, divididas por cinco ruas, exemplar dos bairros proletários que surgiram no entorno das estações de trem de São Paulo no início do século XX. Foi construído entre 1908 e 1915, pelo empreiteiro italiano Antonio Bocchini em parceria com a Sociedade Mútua Economizadora Paulista. As casas eram alugadas a preços baixos, sobretudo para imigrantes italianos. |
|               | Vila Maria Zélia e Fábrica Maria Zélia                                                     | 1992              | Belém                                         | Conjunto urbano                                            | Estadual (Condephaat)                   | Construída em 1916 pelo empresário Jorge Street, foi a primeira vila operária do Brasil. Vinculada à fábrica de tecidos Maria Zélia, a vila era composto pelas moradias dos operários, creche, escola, ambulatórios médico e dentário, farmácia, armazém, açougue e salão de festa. O projeto previa ainda um teatro, deixado inacabado. Foi posteriormente vendida em decorrência das dívida acumuladas por Street, tendo pertencido às famílias Scarpa e Guinle e, por fim, à Goodyear, que demoliu parte do conjunto. Em 1969, as moradias restantes foram vendidas pelo sistema financeiro de habitação aos seus moradores e, em 1970, a vila deixou de ser particular, integrando-se aos logradouros públicos. |
|               | Vila Normandia                                                                             | 2014              | Moema                                         | Conjunto urbano                                            |                                         | O tombamento incide sobre um conjunto de imóveis remanescentes da primeira fase de ocupação do bairro de Moema, localizados nas ruas Normandia e Gaivotas, exemplares tipológicos das "casas de aluguel" e do ecletismo da construção civil paulistana na década de 1950. |